# 刈谷市
刈谷市（かりやし）は、愛知県の西三河地方西端に位置する市。境川を挟んで尾張地方と接している。豊田自動織機（トヨタ自動車の源流企業）、デンソー、トヨタ紡織、トヨタ車体、アイシン、愛知製鋼（刈谷工場）、ジェイテクトといったトヨタグループの主要企業が軒並み本社を構える自動車工業都市である。

## 概要

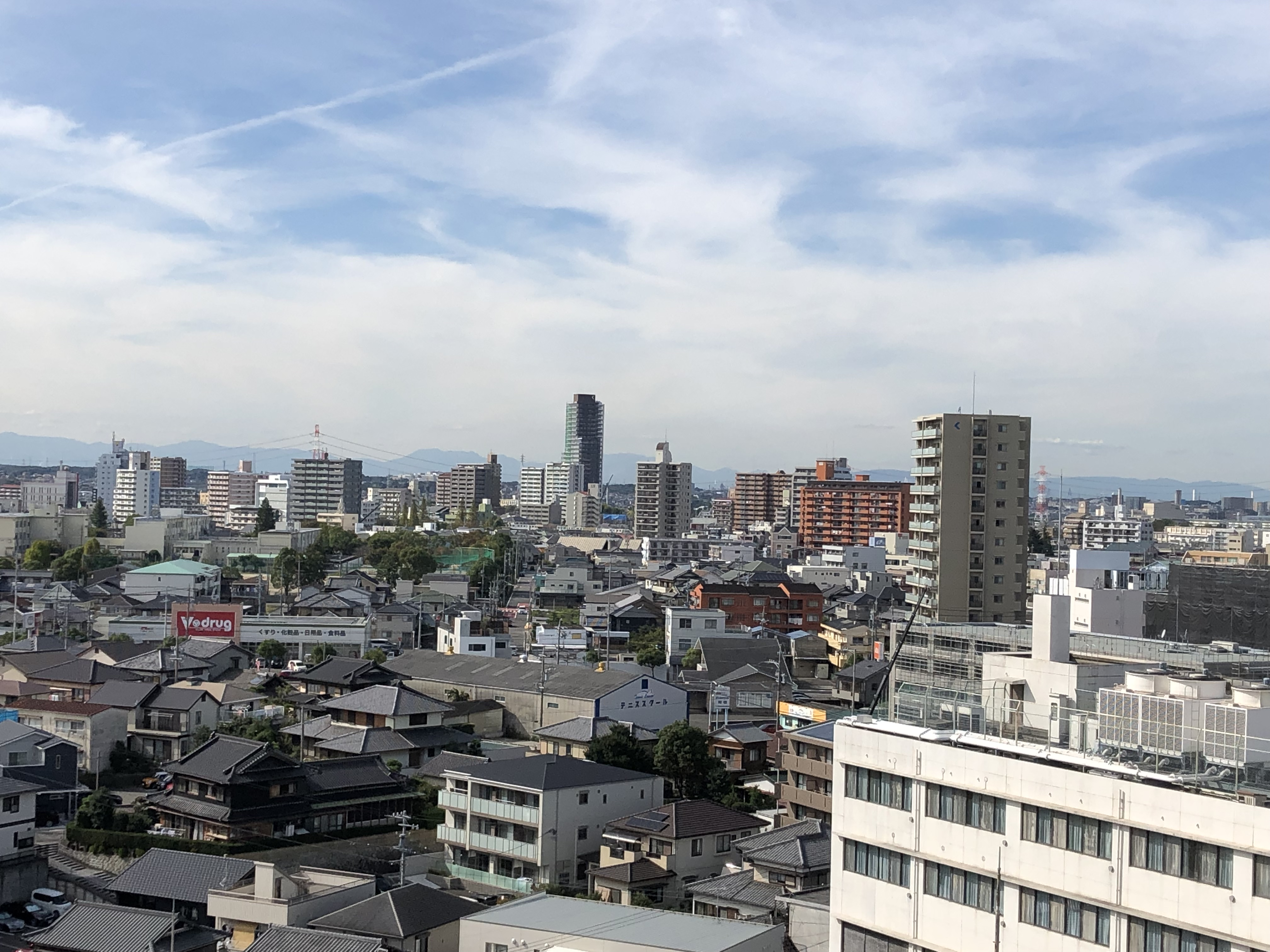
刈谷豊田総合病院から見た
刈谷市駅周辺市街地

江戸時代には土井氏2万3000石の城下町だった。現代にはトヨタグループ主要企業の本社や工場が集まる日本有数の自動車工業都市となり、トヨタ自動車発祥地のひとつとされる。デンソーやアイシン、豊田自動織機などトヨタグループ主要企業の本社が多数存在する。同じく西三河地方の豊田市や尾張地方の名古屋市とともに中京工業地帯を構成する工業都市である。
2018年時点では愛知県で10番目の人口を有する。2015年度の昼間人口比率は123.1%であり、名古屋都市圏（中京圏）の中心市の1つに指定されている。
市章は存在するがアルファベットのKを図案化したシンボルマークが別に制定されている。

### 地名の由来
かりやという地名は、1409年（応永16年）1月11日の『熊野檀那職譲状写』（米良文書）に「一所借屋郷」とあるのが初見である。一般には1533年（天文2年）の刈谷城の築城が地名の発端とされるが、『宗長日記』には1522年（大永2年）に「此国、折ふし俄に牟楯する事有りて、矢作八橋をばえ渡らず。舟にて、同国水野和泉守館、苅屋一宿。」、1524年（大永4年）に「八日に参川苅屋といふ所、水野和泉守宿所一宿。」、1526年（大永6年）に「かりや水野和泉守宿所。」との記載があり、水野和泉守の居館が苅屋にあったという。
『三河物語』には三河一向一揆のくだりで「水野下野守殿、雁屋より武具にて佐崎之取出え見舞に御越有。」と記載され、「刈」の字に「雁」が当てられている。かつては「谷」ではなく「屋」の字を当てており、『宗長日記』や『三河物語』や『信長公記』や『今川氏真判物』では「苅屋」または「かり屋」と表記されている。
「以前は『亀村』と称していたが、877年（元慶元年）に出雲より一族を連れ移住した狩谷出雲守の名による」という伝承があり、平安時代から刈谷という地名があったとする説もある。その他、水野藤九郎代牛田守次寄進状写に「一四百文目 坪本苅屋南 天文十九年 庚戌 三月六日」、水野和泉守寄進状に「合壱所者 坪ハ深見苅屋百姓友三郎 大永五年 乙酉 弐月彼岸日 水野和泉守近守」とある。東照宮御実紀巻一に、三州刈屋の水野右衛門大夫忠政とある。
地元でのアクセントは「かりや」で、地名としての「渋谷」「上野」などと同じ平板型アクセントで発音する。

## 地理

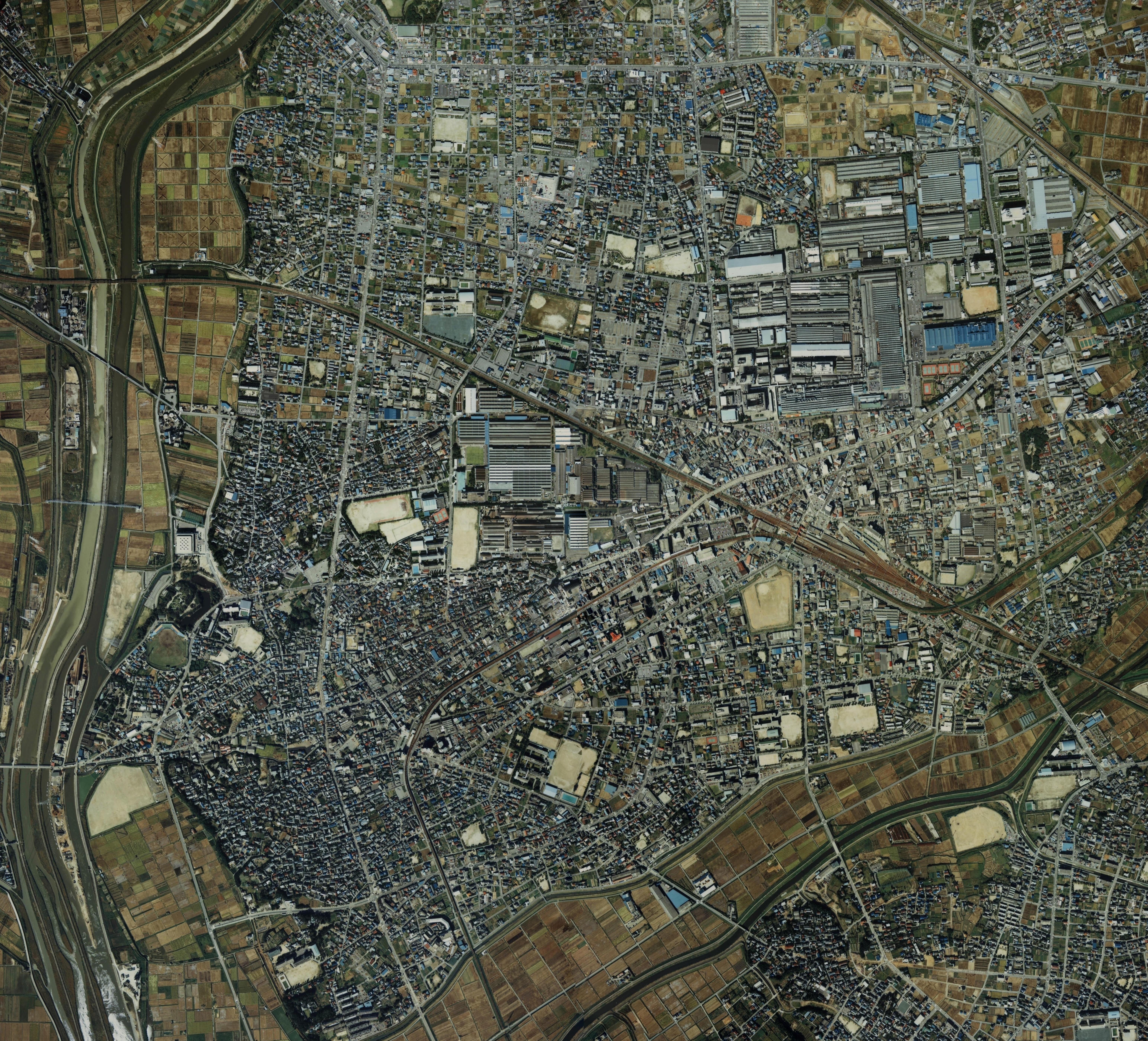
刈谷市中心部周辺の空中写真。
1987年撮影の6枚を合成作成。。

### 位置
旧三河国の西端に位置し、三河国と尾張国との国境だった境川が市の西端部を流れる。この川に沿って市域は南北に長い形をしており、南北最長は13.2キロメートルとなっている。市域は海抜10メートル前後の平坦な土地であり、郊外には田畑が広がっている。
境川の他にいずれも境川水系の逢妻川、猿渡川等の中小河川が市内を東西に横断するように流れ、それぞれの流域に小規模ながら沖積平野を形成している。これらの沖積平野部はかつては衣浦湾が入り込んだ入り江であったところに河川がもたらす土砂が堆積して生じたものである。この沖積平野部に近世初頭以後干拓によって得られた新田が加わり、低湿地帯を形成しており、多くは現在も水田として利用されている。
そのほかの市域の多くは洪積台地であり、工場や住宅地が拡がっている。北部の愛知教育大学周辺は丘陵地帯であり、国の天然記念物である小堤西池のカキツバタ群落など僅かではあるが自然が残る地域である。
現在の南北に細長い市域の成立は、近代の市町村合併によるものだが、江戸時代の刈谷藩の時代に既に、元刈谷地区 - 井ヶ谷地区の半分まで、藩領であったことが確認できる。一方で、半城土・依佐美・小垣江の南部・東部は、重原藩であった。そのほか、高浜市域が刈谷藩であったことが確認できる。

### 地形

#### 河川
主な川
- 逢妻川
- 境川
- 猿渡川

#### 湖沼
主な池
- 小堤西池

### 地域
市内の地域一覧

### 人口
| |                                        |  |
| 刈谷市と全国の年齢別人口分布（2005年） | 刈谷市の年齢・男女別人口分布（2005年） |  |
| ■紫色 ― 刈谷市 ■緑色 ― 日本全国 | ■青色 ― 男性 ■赤色 ― 女性              |  |
| 刈谷市（に相当する地域）の人口の推移 \| 1970年（昭和45年） \| 87,672人 \| \| \| 1975年（昭和50年） \| 96,152人 \| \| \| 1980年（昭和55年） \| 105,643人 \| \| \| 1985年（昭和60年） \| 112,403人 \| \| \| 1990年（平成2年） \| 120,126人 \| \| \| 1995年（平成7年） \| 125,305人 \| \| \| 2000年（平成12年） \| 132,054人 \| \| \| 2005年（平成17年） \| 142,134人 \| \| \| 2010年（平成22年） \| 145,781人 \| \| \| 2015年（平成27年） \| 149,765人 \| \| \| 2020年（令和2年） \| 153,834人 \| \| |                                        |  |
| 総務省統計局 国勢調査より |                                        |  |
| 1970年（昭和45年） | 87,672人                               |  |
| 1975年（昭和50年） | 96,152人                               |  |
| 1980年（昭和55年） | 105,643人                              |  |
| 1985年（昭和60年） | 112,403人                              |  |
| 1990年（平成2年） | 120,126人                              |  |
| 1995年（平成7年） | 125,305人                              |  |
| 2000年（平成12年） | 132,054人                              |  |
| 2005年（平成17年） | 142,134人                              |  |
| 2010年（平成22年） | 145,781人                              |  |
| 2015年（平成27年） | 149,765人                              |  |
| 2020年（令和2年） | 153,834人                              |  |

### 隣接自治体
愛知県
- 豊田市
- 安城市
- 大府市
- 知立市
- 高浜市
- 豊明市
- みよし市
- 愛知郡東郷町
- 知多郡東浦町

## 歴史

### 原始・古代
衣浦湾の入り江の奥に位置し、魚介類が豊富に採れ、台地端からの湧水も豊富であったことから、旧石器時代より人の住む地域であったと考えられている。市内には縄文時代の本刈谷貝塚のような貝塚や、古墳も多く存在している。窯業も行われた。

### 中世・近世
城下町としての刈谷
平安時代末期から室町時代にかけては、知立を中心とした広大な荘園であった重原荘の一部となっており、地頭の重原氏や二階堂氏、大仏氏が支配した。刈谷の城下町としての歴史は戦国時代前期の天文2年（1533年）、水野氏宗家の水野忠政の刈谷城築城に始まる。当時は刈谷と東浦の間には衣浦湾が入り込んでおり、刈谷城の背後は入り江、周囲は湿地や堀に囲まれており、水に浮かんだ亀のごとくに見えたことから別名を亀城と呼ばれた。本丸には三層の櫓も建造されていた。
水野忠政は緒川から刈谷に本拠地を移し、徳川家康生母於大の方は刈谷城主の娘として、同じく今川氏傘下の岡崎城主松平広忠のもとに嫁いだ。父水野忠政の死後、兄水野信元が今川氏を離れ織田信秀と同盟（織水同盟）を結んだため松平氏を離縁となった彼女は阿久比城主久松俊勝に再嫁するまでの日々を刈谷城近くの椎の木屋敷で過ごした。三河・尾張に於ける有力な豪族であった水野氏の拠点として刈谷はしだいに政治的戦略的に重要性を増していき城下町としての体裁を整え始めた。
なお水野信元の時代について『三河物語』や『今川氏真判物』に下記のような記述がみられる。
『三河物語』によると、桶狭間の合戦の項目で「小河より水野四郎右衛門尉（信元）殿方カラ、浅井六之助（道忠）ヲ使にコサせラレテ」との記述があり、桶狭間合戦当時、信元は緒川城周辺を守備するか、もしくは戦の成り行きを日和見していたと考えられる。同じく『三河物語』の三河一向一揆の項目では「水野下野守（信元）殿、雁屋（刈谷）より武具にて佐崎之取出え見舞に御越有。」と記述がある。
また、永禄3年（1560年）6月8日付の岡部元信宛の今川氏真判物に「苅屋城以籌策、城主水野藤九郎其外随分者、数多討捕、城内放火、粉骨所不準于他也」とあり、屋が当てられている。上記の判物には桶狭間合戦当時の刈谷城主水野藤九郎（信元の弟）と記されているが、藤九郎信近は信元の城代として刈谷を守備していたと考えるのが妥当である。武家のしきたりとして弟は嫡男の家臣となるのが通例であった。今川方の文書から藤九郎信近を刈谷城主とするのは適当でない。
江戸期の刈谷
江戸幕藩体制の刈谷藩は水野勝成の3万石で始まった。その後江戸中期までは頻回に転封があり、石高の最小は阿部氏の1万6000石から最大は本多氏の5万石まで変化したが、いずれも譜代の小藩であった。1747年、土井氏が2万3000石で入封し、以後、土井氏の治世が廃藩置県まで120年余り続いた。この間、刈谷は城下町として少しずつ発展していった。市域は侍屋敷を中心に発達したが、多くの町人も集まり、太田平右衛門、加藤新右衛門、岡本権四郎等の大商人も現れ、活況を呈するようになった。
土井家時代の市域の中部・南部は刈谷藩の領地であり、北部の井ヶ谷村の半分および東境村の半分も含まれた。市の南部や東部の一部（半城土、小垣江など）は刈谷藩の領地であったが、寛政4年（1792年）、土井氏の第3代藩主・土井利制の時代に寛政一揆の責任を取らされ、陸奥福島藩と村替え（領地替え）が行われた。後に重原藩の領地となる。市域の一部には、西大平藩などの領地もあった。
幕末期、刈谷藩主土井利善は早くから西洋式軍隊の優位性を認め西洋式軍事訓練を行う開明的な譜代大名として知られており幕府陸軍奉行に任じられ、やがては幕閣を担う逸材として将来を嘱望されていた。
また同時期に、譜代藩であったにもかかわらず刈谷藩は二人の勤皇志士を輩出している。天誅組総裁松本奎堂と同組幹部の宍戸弥四郎である。
本来、藩主土井利善と松本、宍戸は良き主従であり互いの理解者でもあったのだが、激動の時代の幕開けはしだいに松本や宍戸らを先鋭的な勤王運動へと向かわせ二人は吉野での天誅組の壊滅と共に壮絶な死を遂げることとなった。
そして天誅組の変は刈谷藩主土井利善の運命も変えてしまった。元家臣が天誅組の幹部である責任を問われた彼の幕府内での立場は一転し、隠居に追い込まれたのち失意のうちに死去したのである。
さらには勤皇派藩士の誤認による三家老斬殺事件という悲劇も起きており、大きく動揺した。

### 近代・現代
明治以降の刈谷

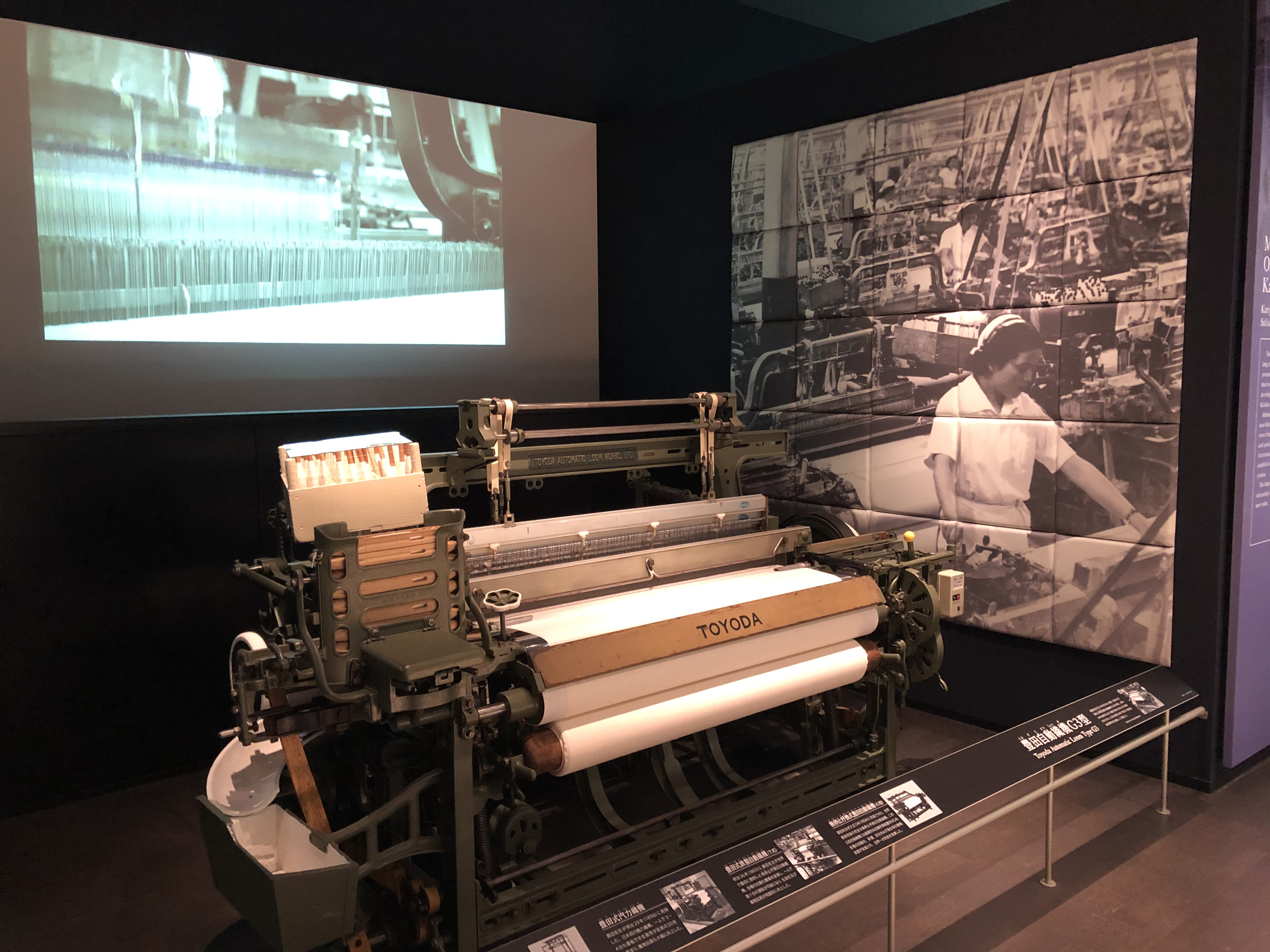
豊田自動織機G3型（刈谷市歴史博物館所蔵）

東海道本線開通時の刈谷駅設置、商業、酒造業、蚕業、窯業等の発達と市域の拡大、刈谷駅で南北にクロスさせる形での三河鉄道敷設の成功、愛知県第八中学校（現愛知県立刈谷高等学校）、愛知県刈谷高等女学校（現愛知県立刈谷北高等学校）の誘致の成功、この鉄道網と教育機関立地の優位性による豊田自動織機の誘致の成功などにより現代の刈谷の基盤となる部分が整えられた。豊田自動織機の誘致が工業都市としての発展につながった。
太平洋戦争中には数日違いで空襲を逃れた。戦後は急速に工業都市へと変貌した。

### 年表（明治以降）
- 1889年（明治22年）10月1日 - 町村制の施行により、刈谷村の区域をもって碧海郡刈谷町が発足。
- 1906年（明治39年）5月1日 - 碧海郡刈谷町、逢妻村、小山村、重原村、元刈谷村が合併し、改めて刈谷町が発足。
- 1950年（昭和25年）4月1日 - 市制施行して刈谷市が発足。
- 1955年（昭和30年）4月1日 - 碧海郡依佐美村の大部分と富士松村を編入。
- 1994年（平成6年） - 米軍に接収されていた依佐美送信所（無線塔）が日本に返還される。
- 1998年（平成10年） - 長野県下伊那郡下條村に刈谷市民休暇村サンモリーユ下條を開設。

| 郡       | 明治22年以前   | 明治22年以前   | 明治22年10月1日 | 明治23年 - 明治45年         | 明治23年 - 明治45年                  | 大正元年 - 大正15年 | 昭和元年 - 昭和64年        | 昭和元年 - 昭和64年         | 平成元年 - 現在 |
| -------- | -------------- | -------------- | --------------- | --------------------------- | ------------------------------------ | ------------------- | -------------------------- | --------------------------- | --------------- |
| 碧 海 郡 | 刈谷村         | 刈谷村         | 刈谷町          | 刈谷町                      | 明治39年5月1日 合併 刈谷町           | 刈谷町              | 昭和25年4月1日 市制 刈谷市 | 昭和25年4月1日 市制 刈谷市  | 刈谷市          |
| 碧 海 郡 | 元刈谷村       | 元刈谷村       | 元刈谷村        | 元刈谷村                    | 明治39年5月1日 合併 刈谷町           | 刈谷町              | 昭和25年4月1日 市制 刈谷市 | 昭和25年4月1日 市制 刈谷市  | 刈谷市          |
| 碧 海 郡 | 小山村         | 小山村         | 小山村          | 小山村                      | 明治39年5月1日 合併 刈谷町           | 刈谷町              | 昭和25年4月1日 市制 刈谷市 | 昭和25年4月1日 市制 刈谷市  | 刈谷市          |
| 碧 海 郡 | 高津波村       | 高津波村       | 逢妻村          | 逢妻村                      | 明治39年5月1日 合併 刈谷町           | 刈谷町              | 昭和25年4月1日 市制 刈谷市 | 昭和25年4月1日 市制 刈谷市  | 刈谷市          |
| 碧 海 郡 | 熊村           |                | 逢妻村          | 逢妻村                      | 明治39年5月1日 合併 刈谷町           | 刈谷町              | 昭和25年4月1日 市制 刈谷市 | 昭和25年4月1日 市制 刈谷市  | 刈谷市          |
| 碧 海 郡 | 下重原村       | 下重原村       | 下重原村        | 明治24年8月14日 分立 重原村 | 明治39年5月1日 合併 刈谷町           | 刈谷町              | 昭和25年4月1日 市制 刈谷市 | 昭和25年4月1日 市制 刈谷市  | 刈谷市          |
| 碧 海 郡 | 半城土村       | 半城土村       | 下重原村        | 明治24年8月14日 分立 半高村 | 明治39年5月1日 合併 依佐美村（一部） | 依佐美村（一部）    | 依佐美村（一部）           | 昭和30年4月1日 刈谷市に編入 | 刈谷市          |
| 碧 海 郡 | 高須村         |                | 下重原村        | 明治24年8月14日 分立 半高村 | 明治39年5月1日 合併 依佐美村（一部） | 依佐美村（一部）    | 依佐美村（一部）           | 昭和30年4月1日 刈谷市に編入 | 刈谷市          |
| 碧 海 郡 | 小垣江村       | 小垣江村       | 小垣江村        | 小垣江村                    | 明治39年5月1日 合併 依佐美村（一部） | 依佐美村（一部）    | 依佐美村（一部）           | 昭和30年4月1日 刈谷市に編入 | 刈谷市          |
| 碧 海 郡 | 犬ヶ坪村       | 小垣江村       | 小垣江村        | 小垣江村                    | 明治39年5月1日 合併 依佐美村（一部） | 依佐美村（一部）    | 依佐美村（一部）           | 昭和30年4月1日 刈谷市に編入 | 刈谷市          |
| 碧 海 郡 | 野田村（一部） | 野田村（一部） | 野田村（一部）  | 野田村（一部）              | 明治39年5月1日 合併 依佐美村（一部） | 依佐美村（一部）    | 依佐美村（一部）           | 昭和30年4月1日 刈谷市に編入 | 刈谷市          |
| 碧 海 郡 | 西境村         | 西境村         | 境村            | 境村                        | 明治39年5月1日 合併 富士松村         | 富士松村            | 富士松村                   | 昭和30年4月1日 刈谷市に編入 | 刈谷市          |
| 碧 海 郡 | 井ヶ谷村       |                | 境村            | 境村                        | 明治39年5月1日 合併 富士松村         | 富士松村            | 富士松村                   | 昭和30年4月1日 刈谷市に編入 | 刈谷市          |
| 碧 海 郡 | 東境村         | 東境村         | 境村            | 明治24年8月14日 分立 東境村 | 明治39年5月1日 合併 富士松村         | 富士松村            | 富士松村                   | 昭和30年4月1日 刈谷市に編入 | 刈谷市          |
| 碧 海 郡 | 泉田村         | 逢見村         | 逢見村          | 逢見村                      | 明治39年5月1日 合併 富士松村         | 富士松村            | 富士松村                   | 昭和30年4月1日 刈谷市に編入 | 刈谷市          |
| 碧 海 郡 | 今岡村         | 逢見村         | 逢見村          | 逢見村                      | 明治39年5月1日 合併 富士松村         | 富士松村            | 富士松村                   | 昭和30年4月1日 刈谷市に編入 | 刈谷市          |
| 碧 海 郡 | 今川村         | 逢見村         | 逢見村          | 逢見村                      | 明治39年5月1日 合併 富士松村         | 富士松村            | 富士松村                   | 昭和30年4月1日 刈谷市に編入 | 刈谷市          |
| 碧 海 郡 | 一ツ木村       | 一ツ木村       | 一ツ木村        | 一ツ木村                    | 明治39年5月1日 合併 富士松村         | 富士松村            | 富士松村                   | 昭和30年4月1日 刈谷市に編入 | 刈谷市          |
| 碧 海 郡 | 築地村         |                | 一ツ木村        | 一ツ木村                    | 明治39年5月1日 合併 富士松村         | 富士松村            | 富士松村                   | 昭和30年4月1日 刈谷市に編入 | 刈谷市          |

## 行政

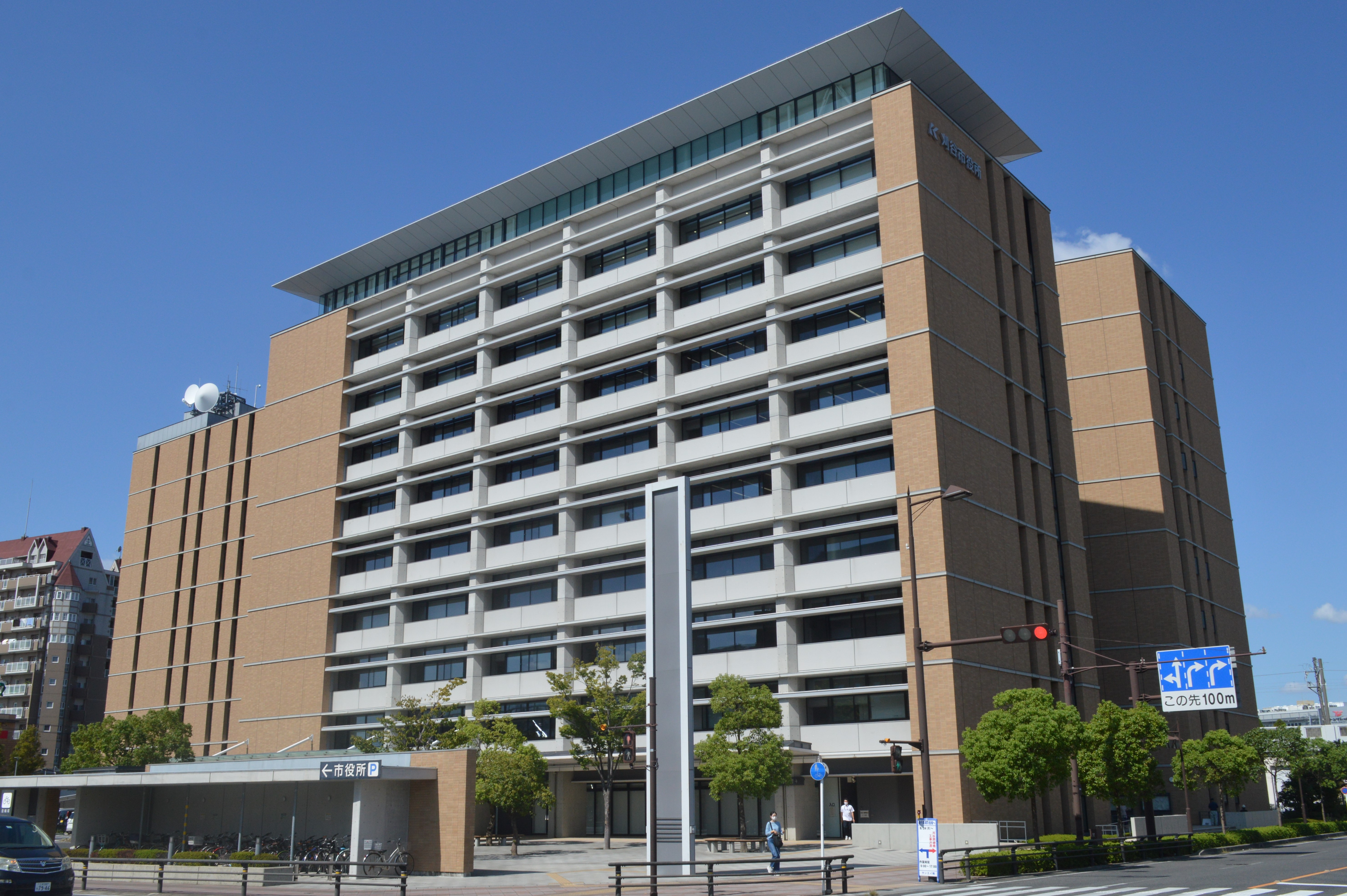
刈谷市役所

### 市長
歴代市長
- 岡本謹平（1950年4.1日就任、1955年7月2日退任）
- 竹中七郎（1955年7月20日就任、1959年7月19日退任）
- 高田一郎（1959年7月20日就任、1967年7月19日退任）
- 宮田一松（1967年7月20日就任、1983年7月19日退任）
- 角岡与（1983年7月20日就任、1995年7月19日退任）
- 榎並邦夫（1995年7月20日就任、2007年7月19日退任）
- 竹中良則（2007年7月20日就任、2019年7月19日退任）
- 稲垣武（2019年7月20日就任、2期）

### 広域行政
碧南市、安城市、知立市、高浜市との間で衣浦東部広域行政圏協議会を結成している。また、同じ枠組みで衣浦東部広域連合を結成し、消防業務を共同で行っている。ごみ処理に関しては、知立市との間で刈谷知立環境組合を結成している。
刈谷市が中心市となって、知立市、高浜市、東浦町とともに衣浦定住自立圏を結成している。

### 財政
予算額の約半分をトヨタグループ企業（デンソー、アイシン精機、豊田自動織機、トヨタ車体、トヨタ紡織等）の法人からの税収が占めている。
2019年度（平成31年度）当初予算案は以下のとおり。
| 会計名   | 予算額         | 前年度対比 |
| -------- | -------------- | ---------- |
| 一般会計 | 581億円        | 3.0％減    |
| 特別会計 | 239億9,511万円 | 4.8％増    |
| 企業会計 | 99億1,856万円  | 2.5％減    |
| 全会計   | 920億1,367万円 | 1.0％減    |

## 議会

### 県議会
2019年愛知県議会議員選挙
- 選挙区：刈谷市選挙区
- 定数：2人
- 任期：2019年4月30日 - 2023年4月29日
- 投票日：2019年4月7日
- 当日有権者数：120,487人[4]
- 投票率：42.26％[4]

| 候補者名 | 当落 | 年齢 | 所属党派   | 新旧別 | 得票数   |
| -------- | ---- | ---- | ---------- | ------ | -------- |
| 永井雅彦 | 当   | 58   | 無所属     | 現     | 17,290票 |
| 神谷昌宏 | 当   | 59   | 無所属     | 新     | 16,670票 |
| 渡辺周二 | 落   | 62   | 自由民主党 | 現     | 16,012票 |

### 衆議院
- 選挙区：愛知13区 （碧南市、刈谷市、安城市、知立市、高浜市）
- 任期：2024年10月27日 - 2028年10月26日
- 投票日：2024年10月27日
- 当日有権者数：422,024人[5]
- 投票率：59.86％

| 当落 | 候補者名 | 年齢 | 所属党派   | 新旧別 | 得票数    | 重複 |
| ---- | -------- | ---- | ---------- | ------ | --------- | ---- |
| 当   | 大西健介 | 53   | 立憲民主党 | 前     | 137,944票 | ○    |
|      | 石井拓   | 59   | 自由民主党 | 前     | 90,214票  | ○    |
|      | 牛田清博 | 66   | 日本共産党 | 新     | 16,818票  |      |

## 国家機関

### 厚生労働省
- 社会保険庁
  - 日本年金機構 刈谷年金事務所
  - 愛知社会保険事務局 刈谷社会保険事務所
  - 愛知労働局
    - 刈谷労働基準監督署
    - 刈谷公共職業安定所

### 財務省
- 国税庁
  - 名古屋国税局 刈谷税務署

### 法務省
- 名古屋法務局 刈谷支局

## 施設

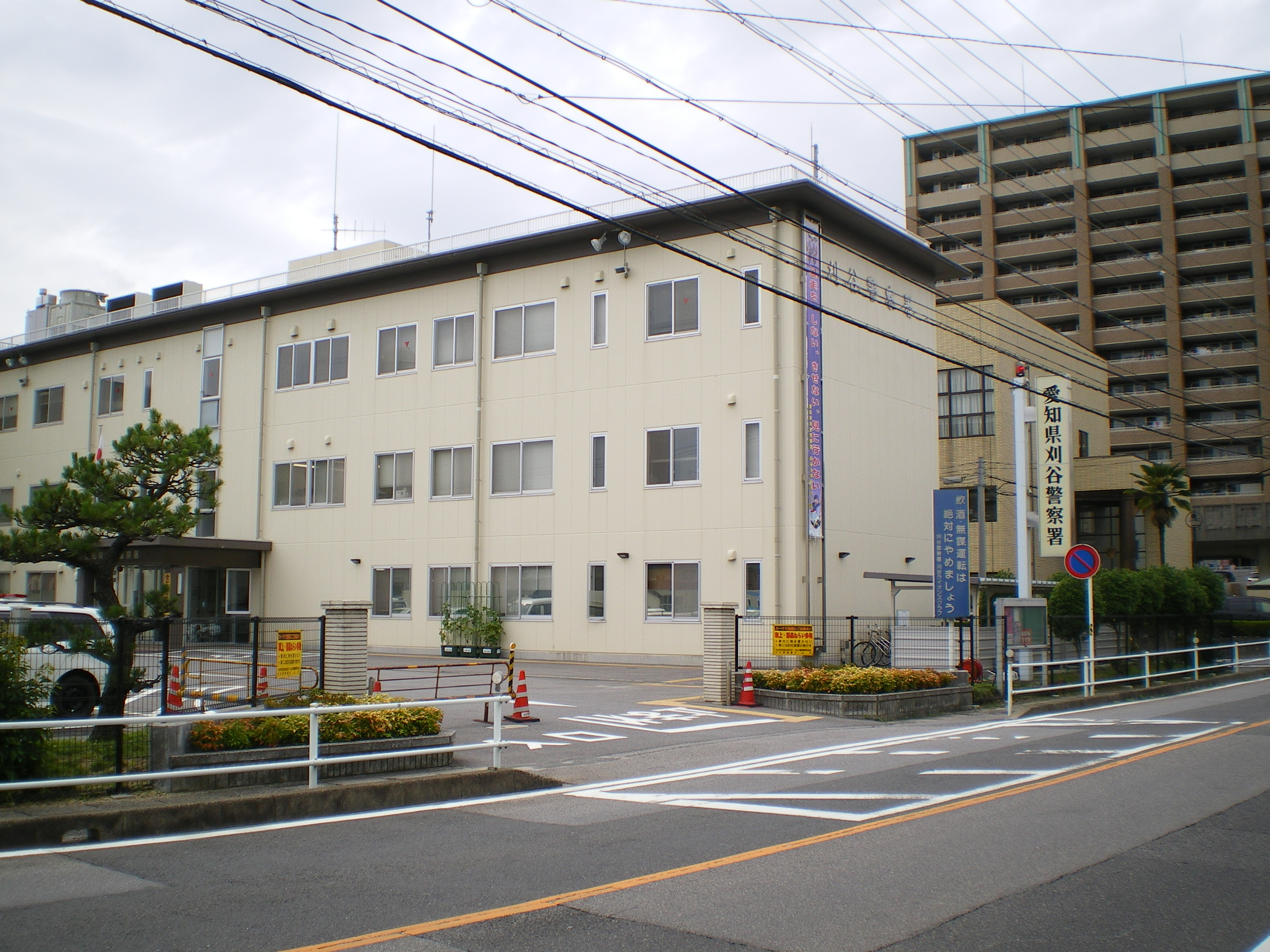
刈谷警察署

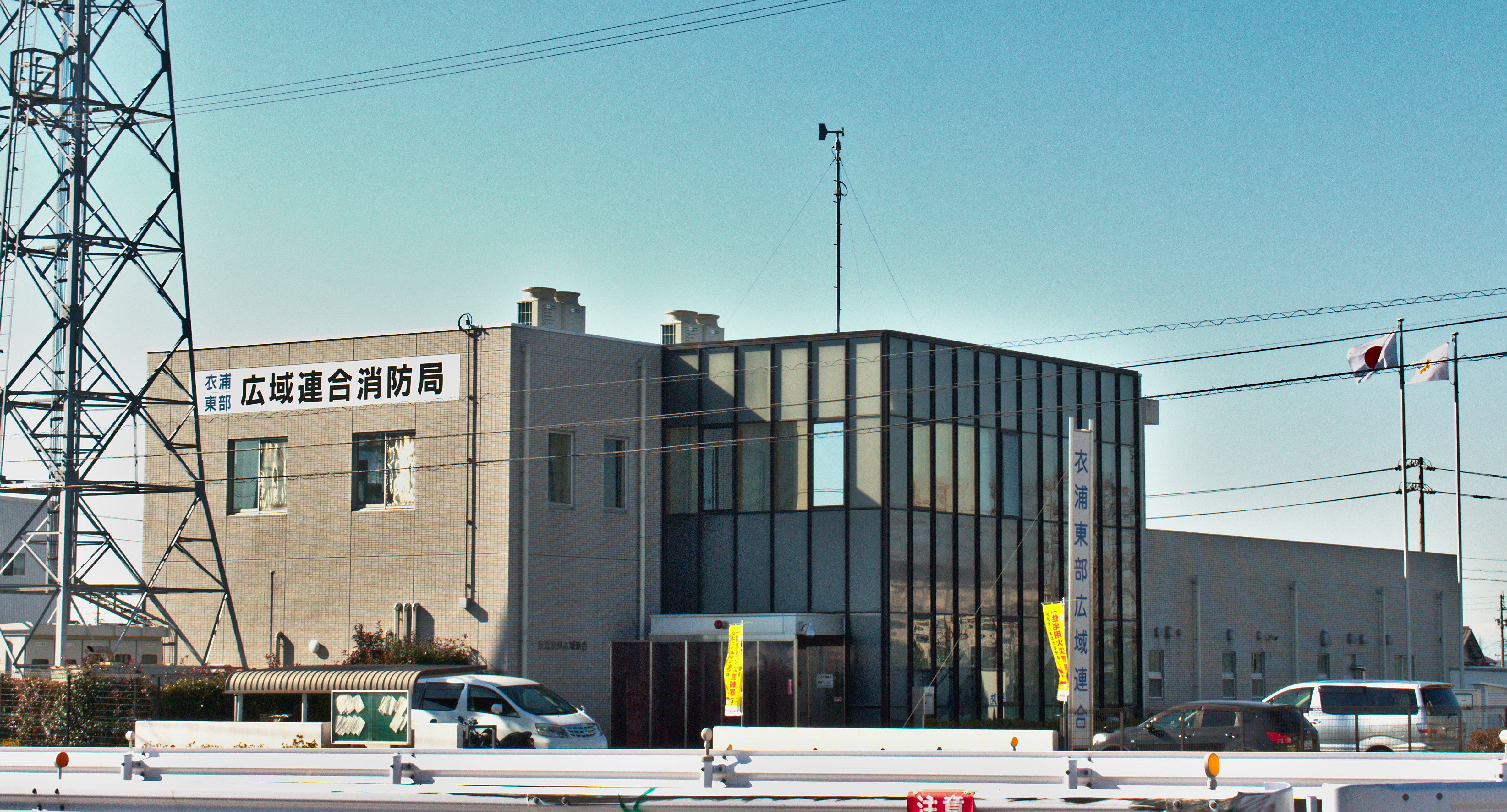
衣浦東部連合消防局

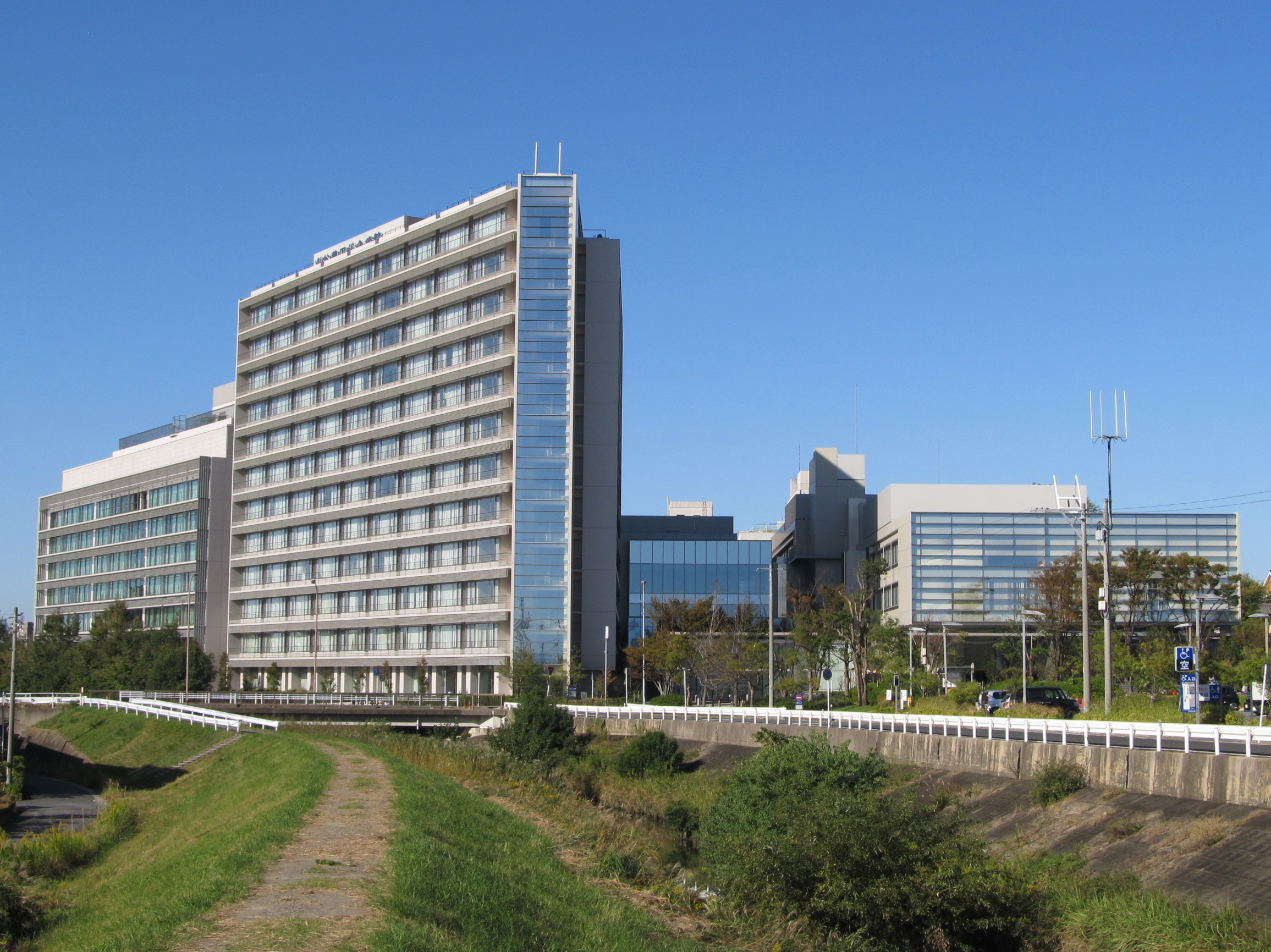
刈谷豊田総合病院

### 警察
本部
- 愛知県警察 刈谷警察署

交番
- 富士松交番（東境町）
- 富士松駅前交番（今川町）
- 一ツ木交番（一ツ木町）
- 刈谷駅前交番（桜町1丁目）
- 東刈谷交番（東刈谷町1丁目）
- 小垣江交番（小垣江町）
- 広小路交番（広小路3丁目）※現場周辺工事により閉鎖中
- 高津波交番（高津波町4丁目）

### 消防
本部
- 衣浦東部連合消防局

消防署
- 刈谷消防署（刈谷市寿町1-201-1）

分署
- 北分署（刈谷市今川町鍋田69-2）
- 南分署（刈谷市小垣江町西高根203）

### 医療
主な病院
- 刈谷豊田総合病院
  - 私立の総合病院。市内に公立の病院はないが、西三河地区における拠点の病院として機能している。市北部から近い病院としては豊明市にある藤田医科大学病院がある。

### 郵便局
主な郵便局
- 刈谷郵便局

### 文化施設
生涯学習

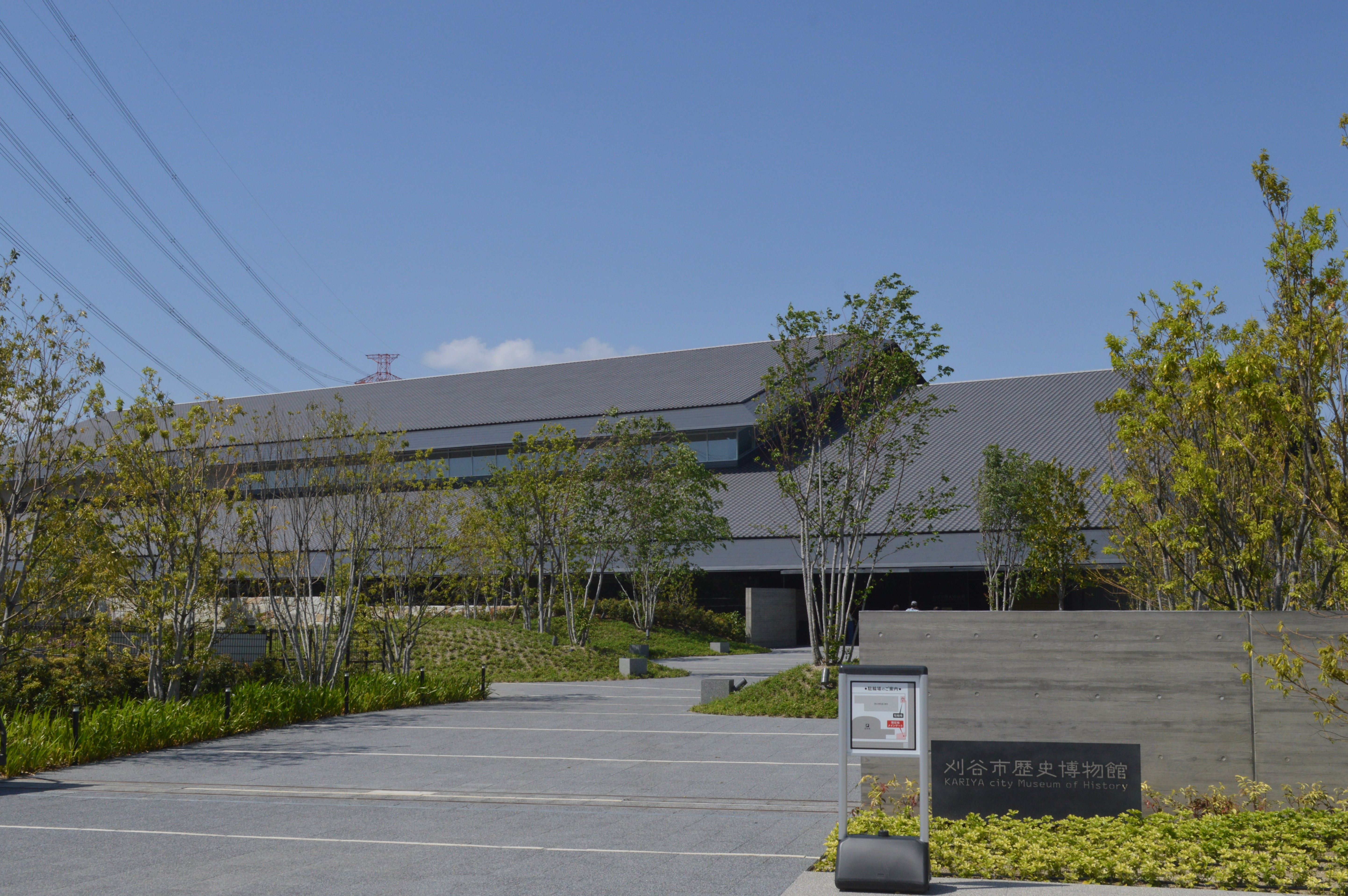
刈谷市歴史博物館
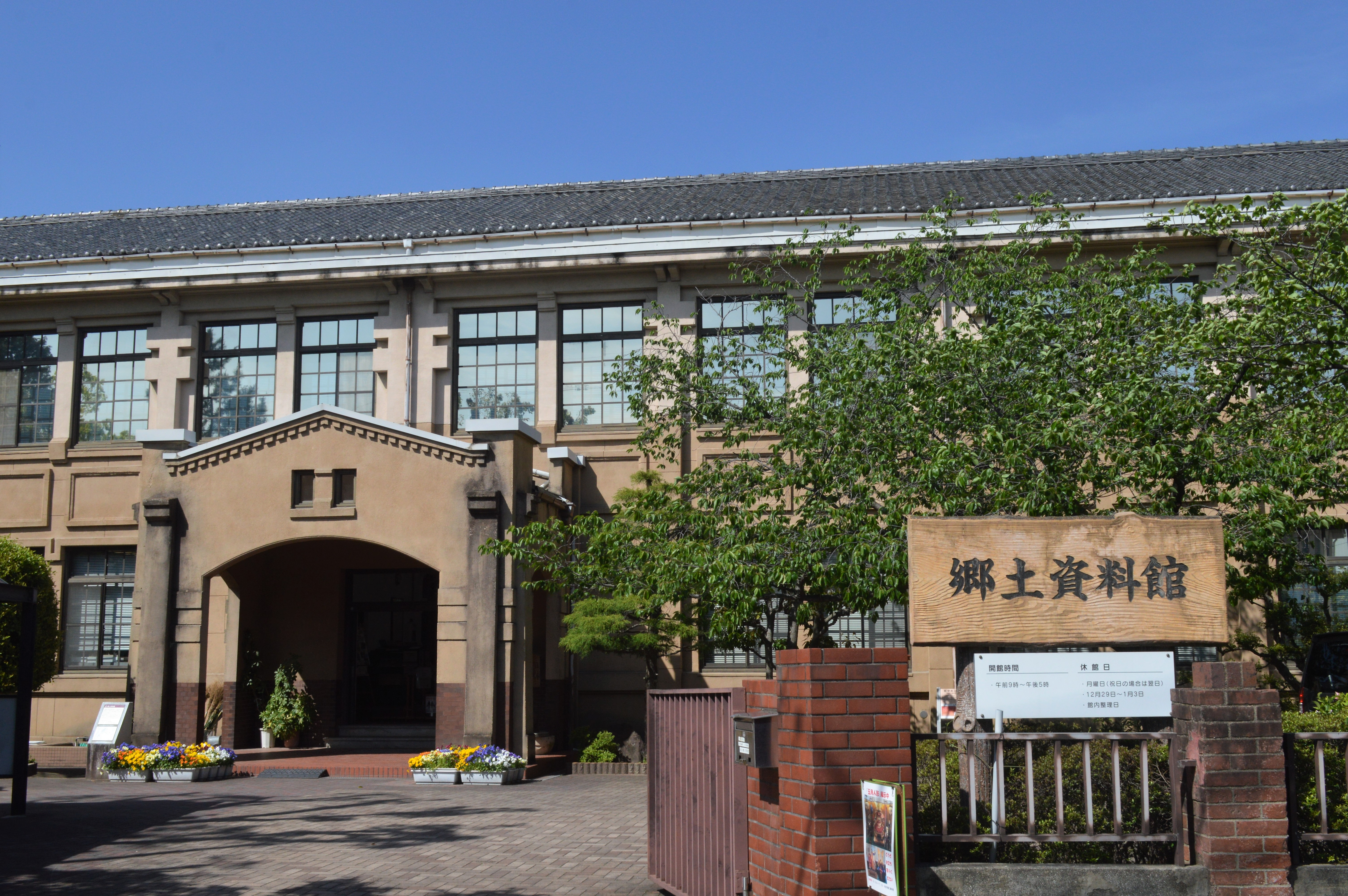
刈谷市郷土資料館
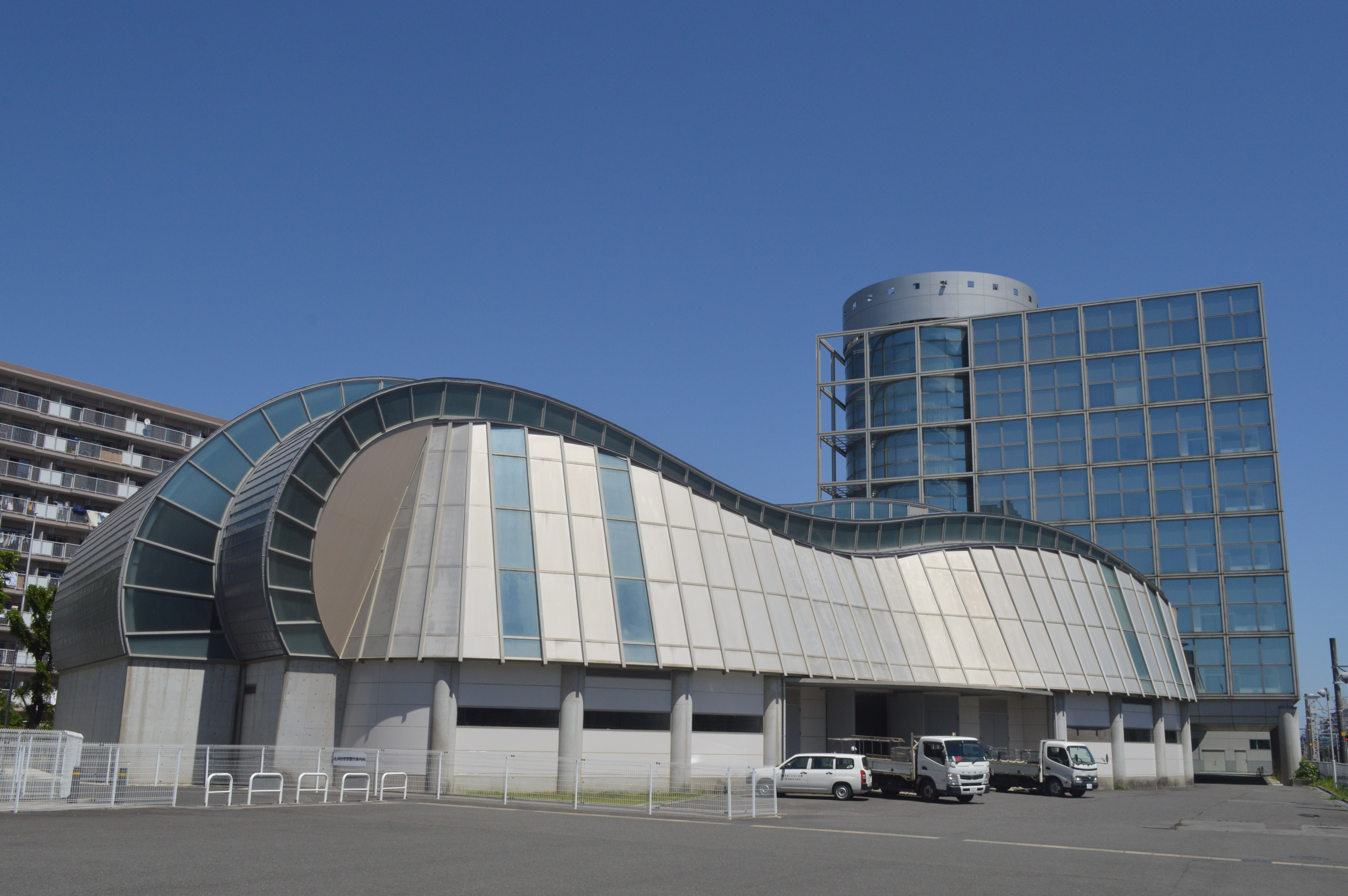
刈谷市産業振興センター
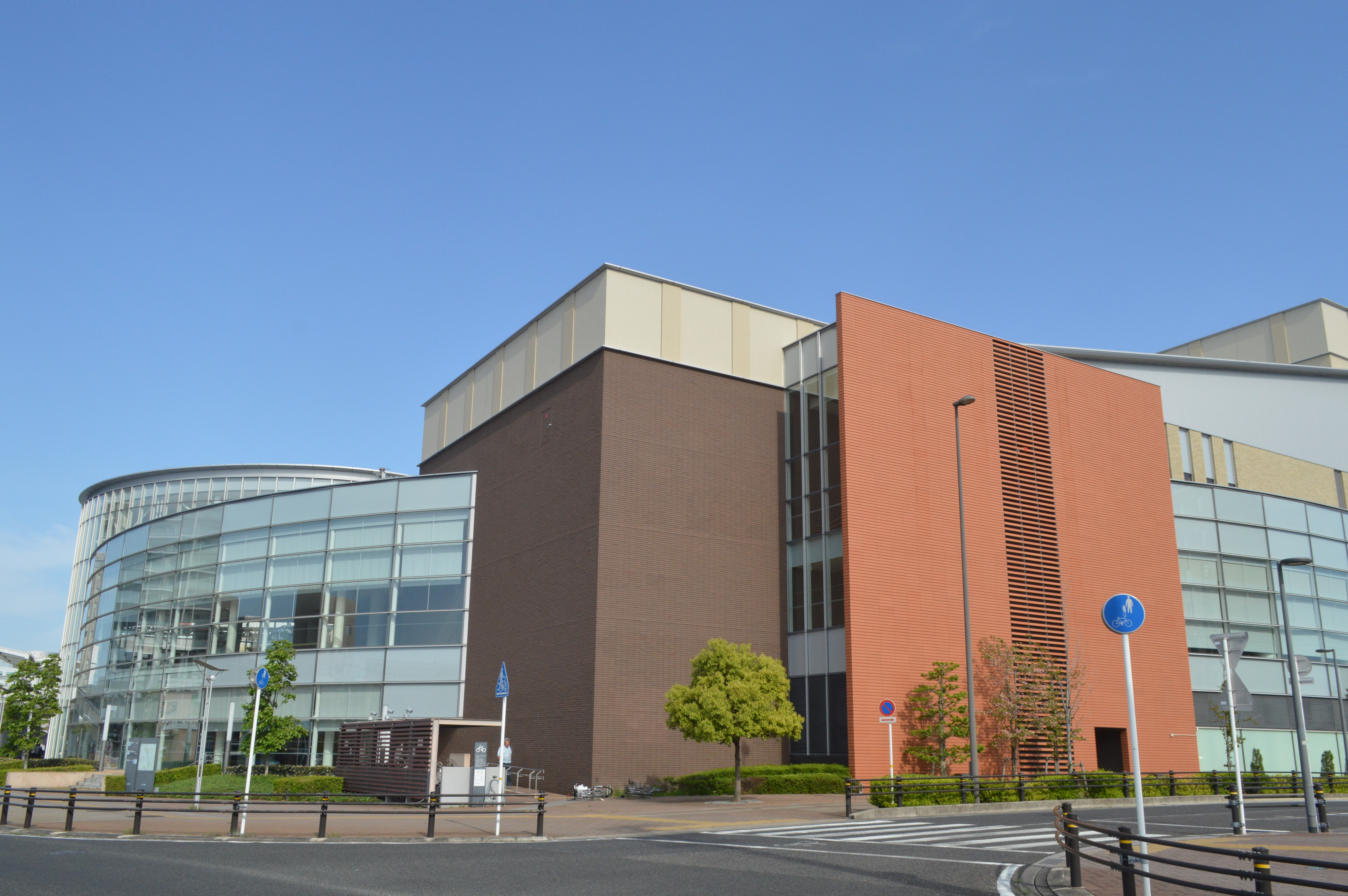
刈谷市総合文化センター
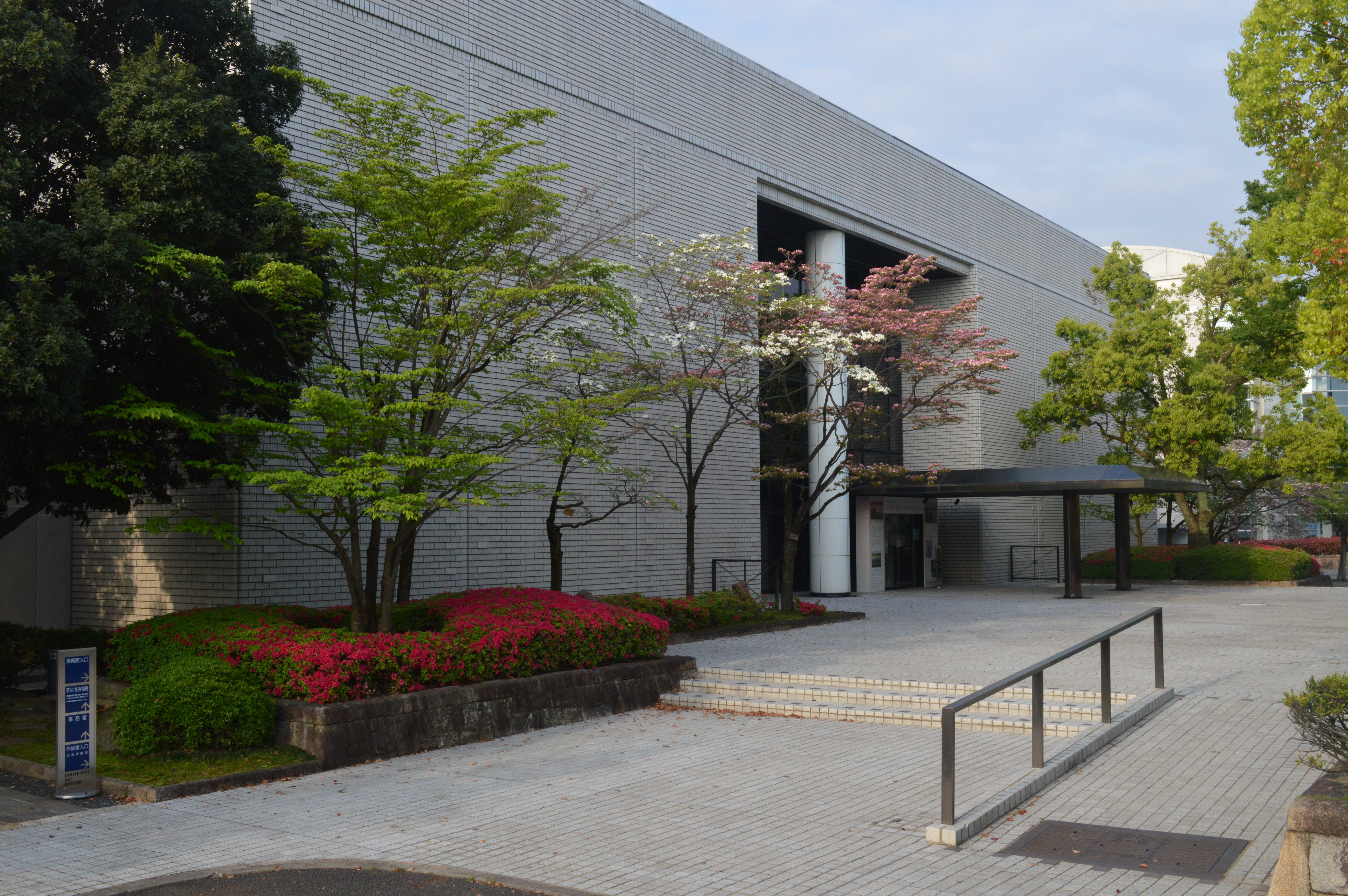
刈谷市美術館
- 刈谷市北部生涯学習センター
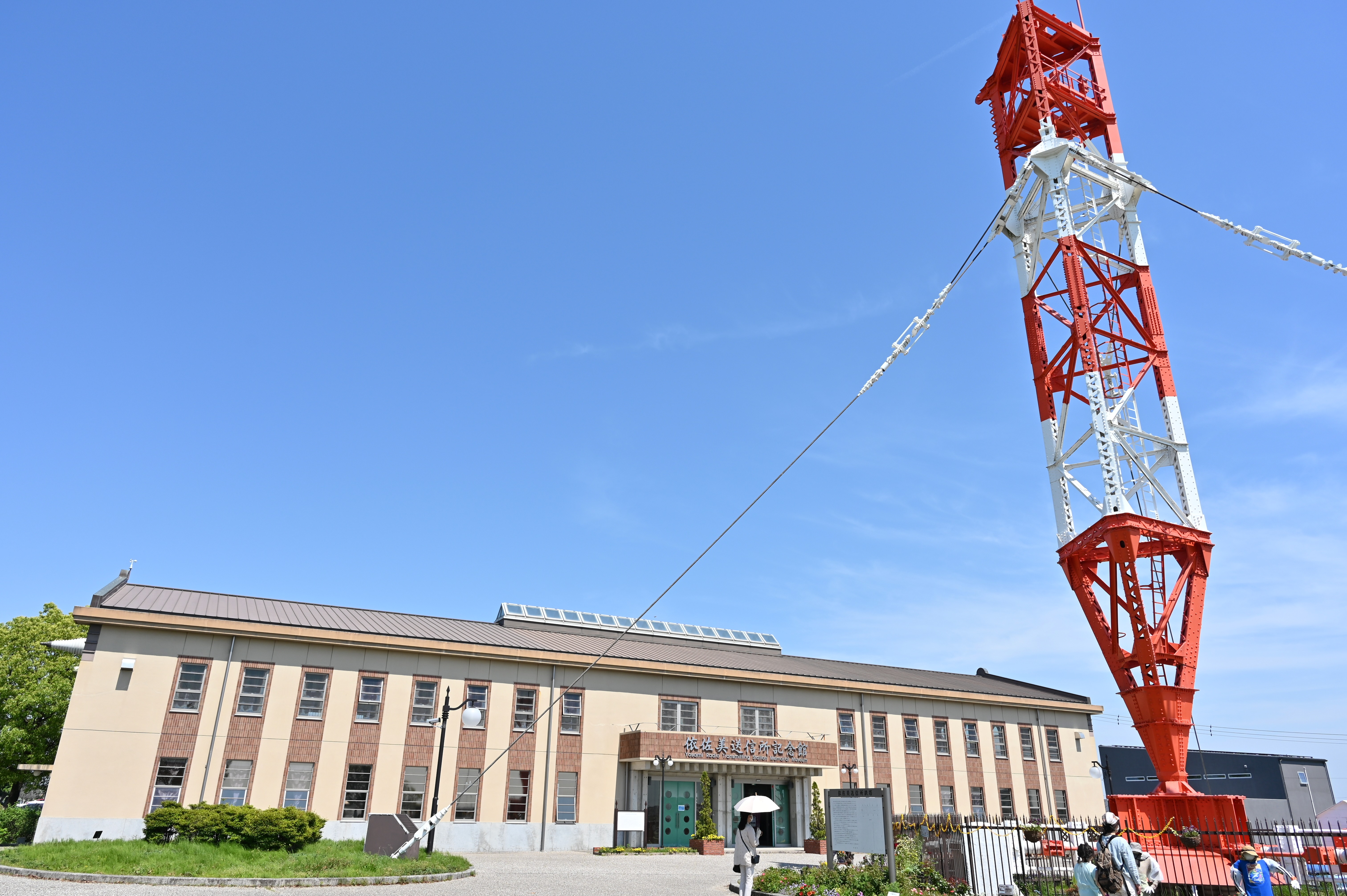
依佐美送信所記念館

- 刈谷市歴史博物館
- 刈谷市郷土資料館
- 刈谷市産業振興センター
- 刈谷市総合文化センター
- 刈谷市美術館
- 依佐美送信所記念館

### 運動施設
- 刈谷球場
- 刈谷市総合運動公園
  - ウィングアリーナ刈谷
  - 刈谷市総合運動公園多目的グラウンド（ウェーブスタジアム刈谷）
  - グリーングラウンド刈谷
- 刈谷市体育館

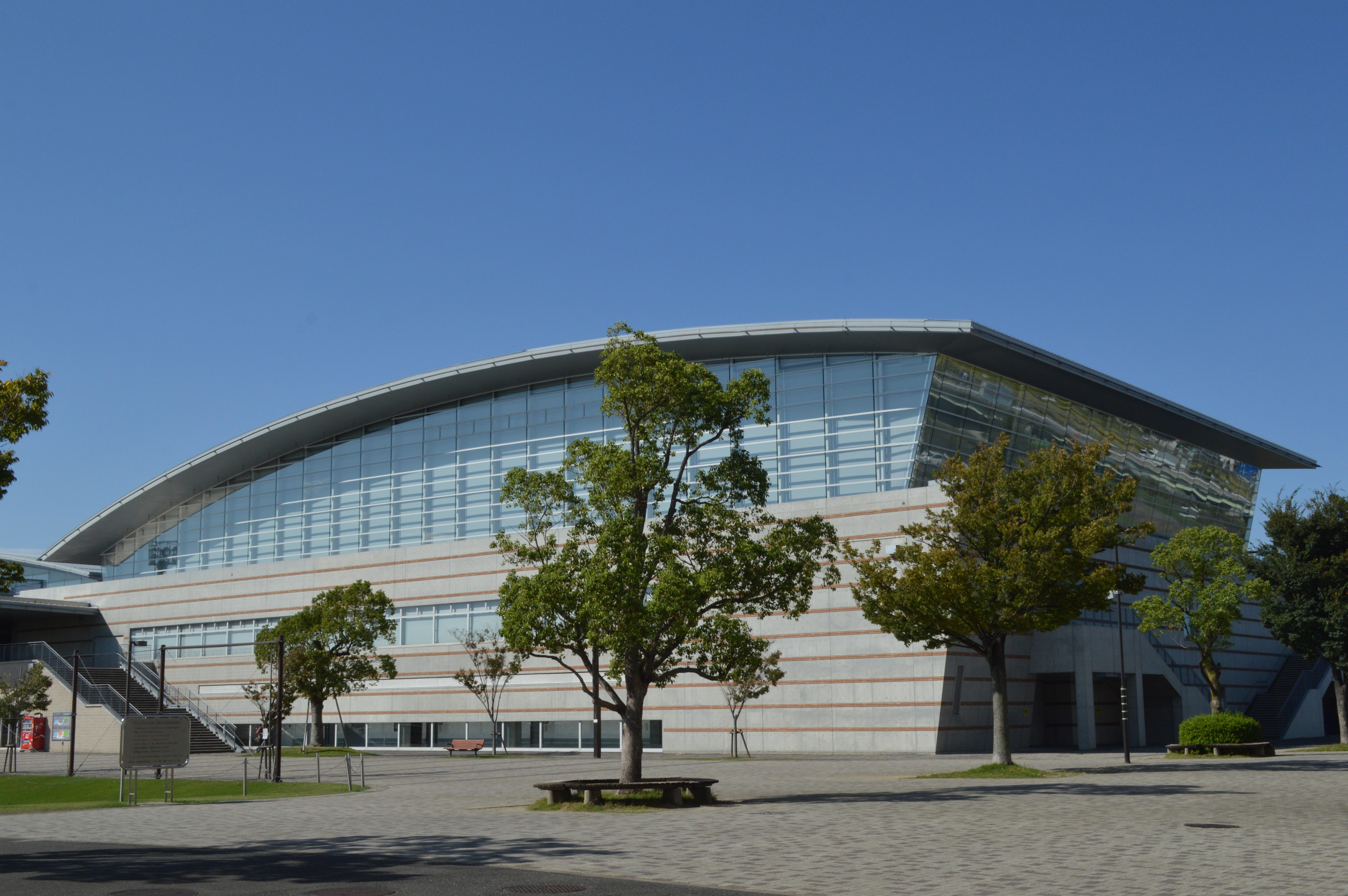
ウィングアリーナ刈谷
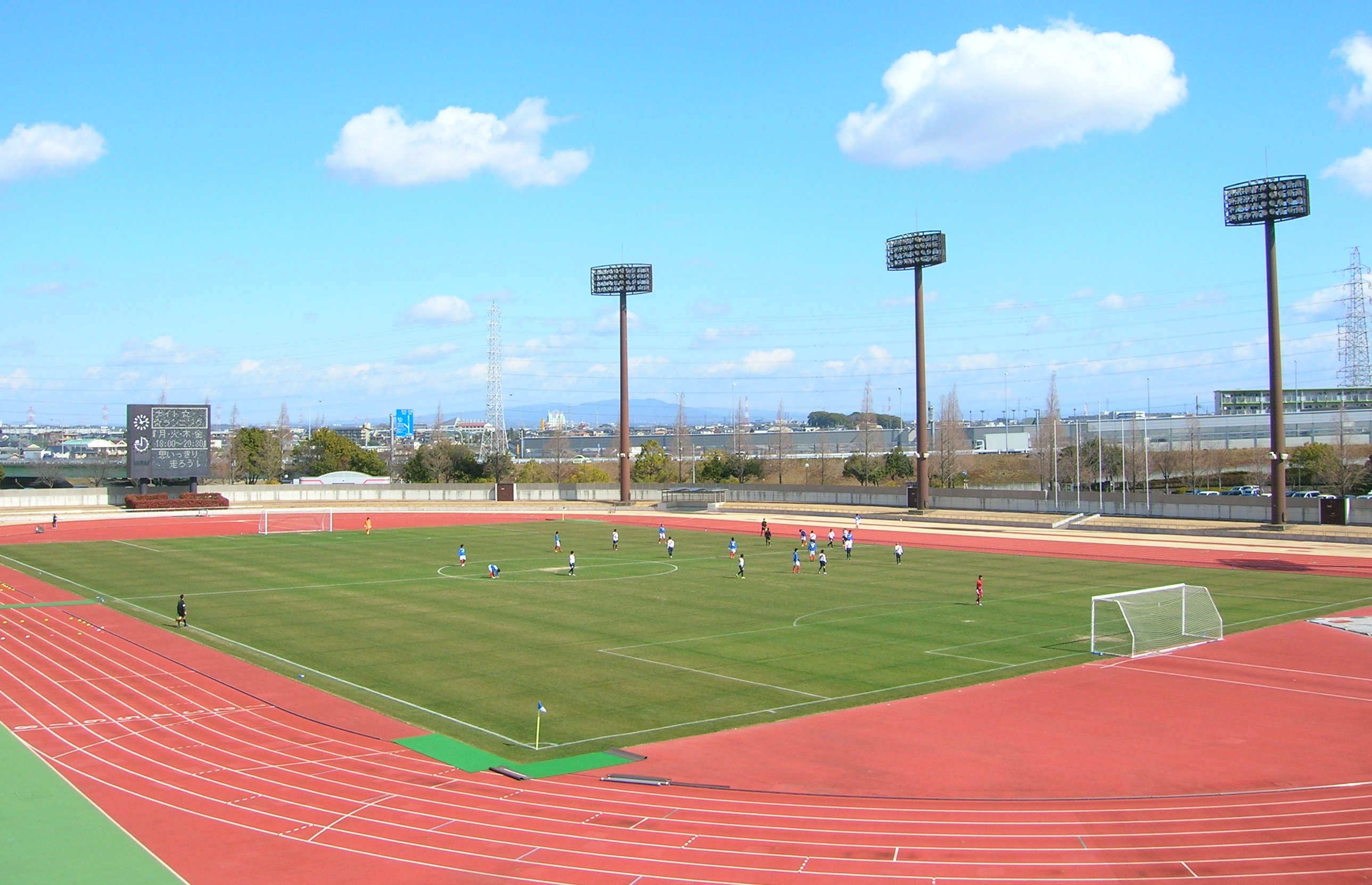
ウェーブスタジアム刈谷
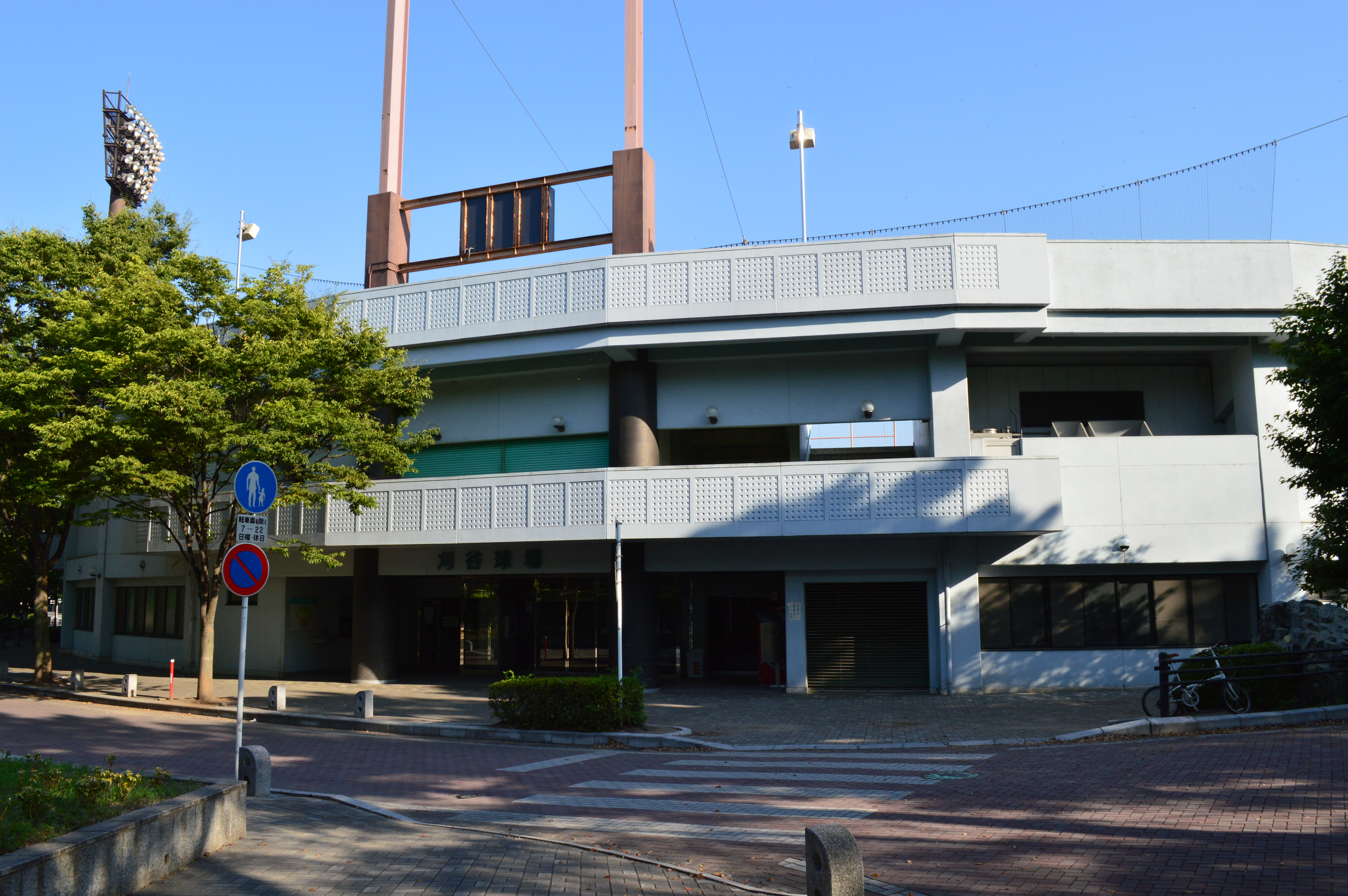
刈谷球場

## 対外関係

### 姉妹都市･提携都市

#### 海外
姉妹都市
- ミシサガ市（カナダ連邦オンタリオ州）
1981年（昭和56年）7月6日 姉妹都市提携 - 通例Mississaugaは「ミシサガ」と表記するのが一般的だが、刈谷市では表記揺れの一つである「ミササガ市」を中心的に使用している。これに名を得たミササガ通りやミササガパークがある。
1980年（昭和55年）11月、カナダオンタリオ州ミシサガ市より、姉妹都市提携を希望する書簡が届いた。翌年1月、日本企業関係者がミシサガ市長ヘーゼル･マッキャリオンの親書を携えて訪問。これに対して慎重な態度をとり、まず調査団をミシサガ市に送った。ところがミシサガ市側は同日のうちに姉妹都市提携を宣言した。こうした問題があったものの、スポーツ･文化面での交流を中心に友好を深める線で合意に達し、調査団の帰国後、議会で承認可決した。調印式は、1981年（昭和56年）7月6日にカナダのミシサガゴルフカントリークラブでとり行われた。しかしその後、一時は音信が途絶え、また議会先行の提携であったためか市民レベルでの交流はなかった。そこで次にアメリカ合衆国ミシガン州フリント市が姉妹都市提携を申し入れてきたが、これに対し当時の宮田刈谷市長は明確な回答を避けた。
1983年（昭和58年）4月になってようやく「刈谷市国際友好協会」が発足したことによってミシサガ市との具体的な交流が始まり[注釈 1]、その後協会を通じた刈谷市とミシサガ市はさまざまな交流を行ってきた。ミシサガ市内には"Kariya Park"や、"Kariya Drive"など「刈谷」の名を冠した公園や道路がある。
- ミササガ通り
2001年（平成13年）に刈谷市の市制50周年とミシサガ市との姉妹都市提携20周年を記念してミササガパークが整備された。それと一体的にカナダをイメージして市道が整備がされたことから、この道路はミササガ通りと命名された。
ミササガ通りの沿道にはカエデが植えられており、毎年秋が深まる季節になると色鮮やかな紅葉が通りを演出する。また「ミササガ橋」と命名された猿渡川に架かる橋にはミシサガ市の市章のほかにサーモンやメイプルリーフなどの意匠があしらわれている。
  - 区間
愛知県刈谷市半城土町（半城土町南大湫交差点）から同市田町2丁目（田町2丁目交差点）までを南北に通る
延長：約735m

フレンドシップ相手国
2005年に開催された愛知万博では「一市町村一国フレンドシップ事業」が行われた。名古屋市を除く県内市町村が、120の万博公式参加国をフレンドシップ相手国として迎え入れた。
- インド共和国
- カナダ連邦
- ジブチ共和国

なお、これまで刈谷市内では国際交流事業として、「ナマステ･インディア in KARIYA」、「カナダ･ストリートホッケー交流会」、「ナマステ・インディア2009 in KARIYA」、「ナマステ・インディア2010 in KARIYA」、「高校生による国際理解教育教材づくり」などが行われている。

#### 国内
提携都市
- 東吉野村（奈良県 吉野郡）
2013年（平成25年）7月1日 友好都市提携

### 領事館
名誉総領事館
- 在名古屋バングラデシュ人民共和国名誉総領事館

名誉領事館
- 在名古屋フランス共和国名誉領事館

## 経済

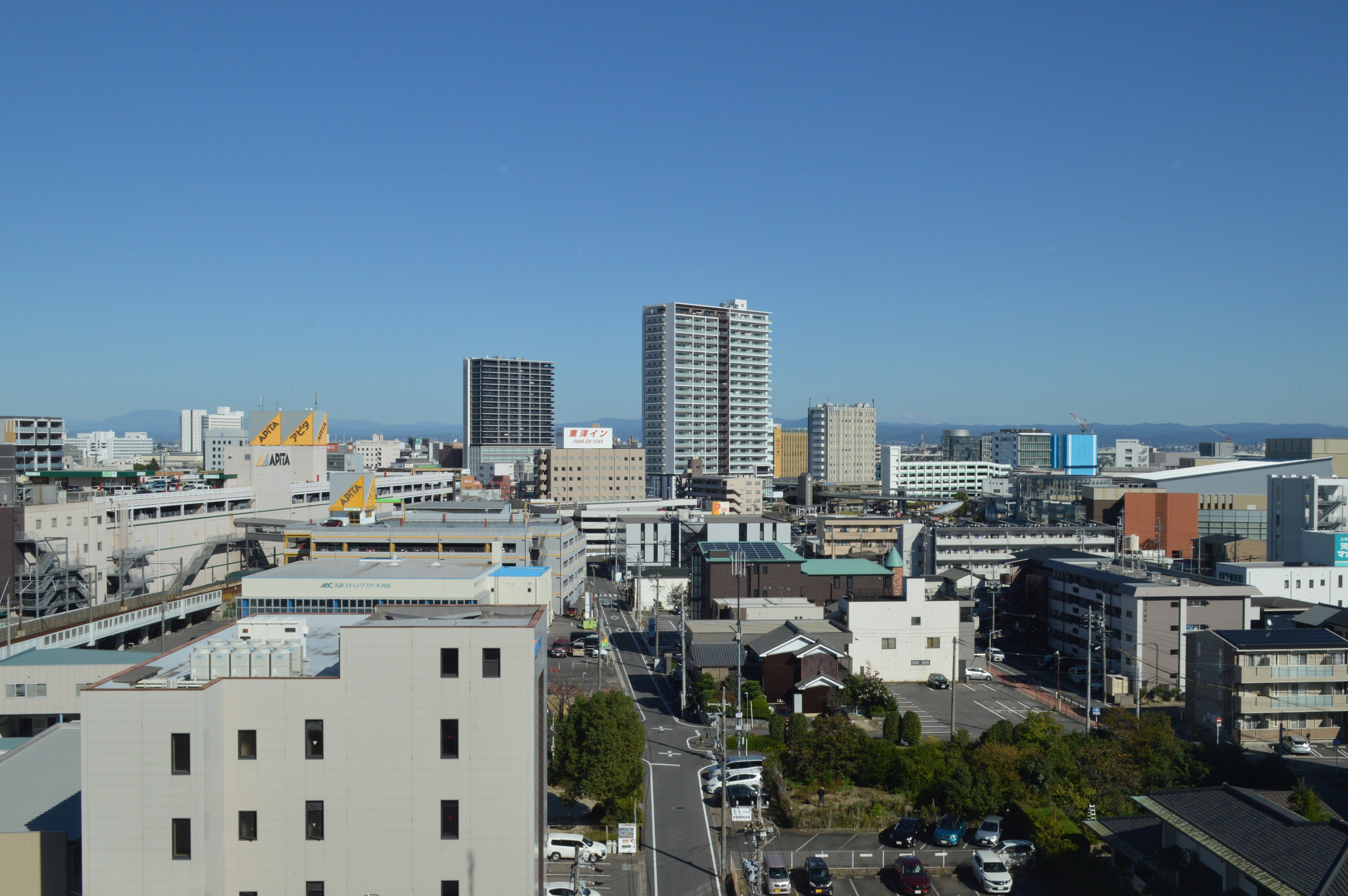
刈谷市役所から見た刈谷駅周辺のビル群

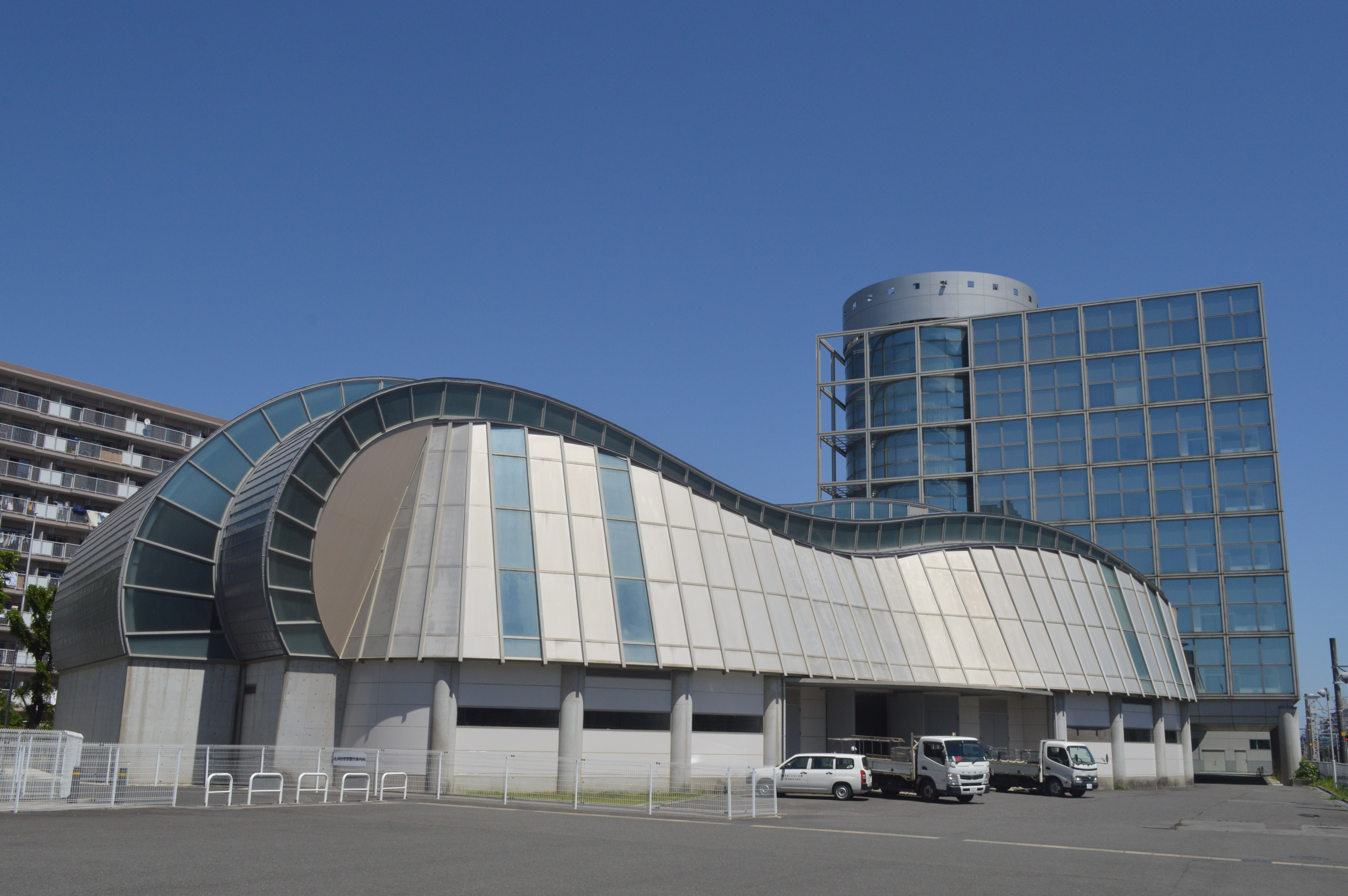
刈谷市産業振興センター

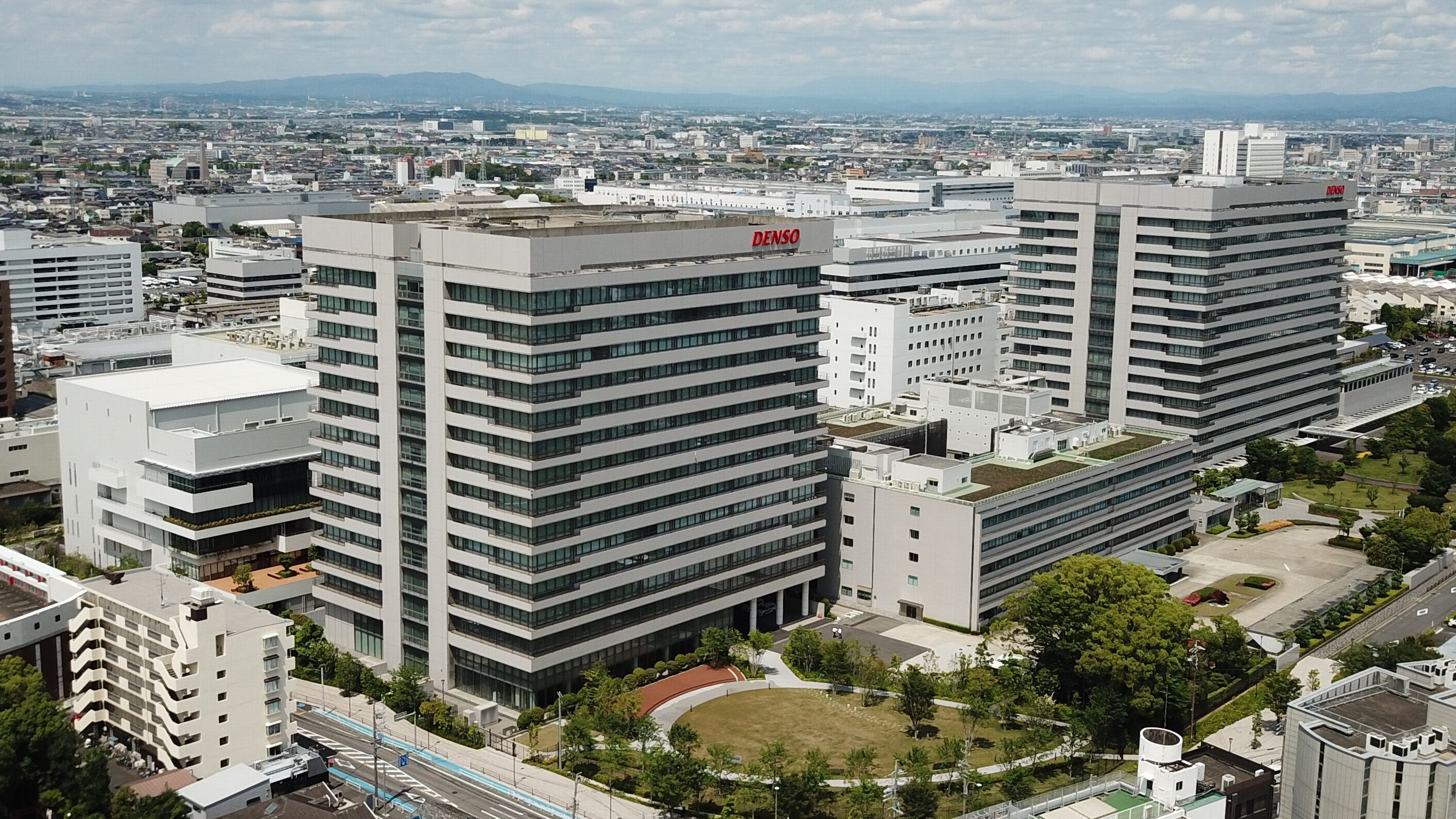
デンソー本社

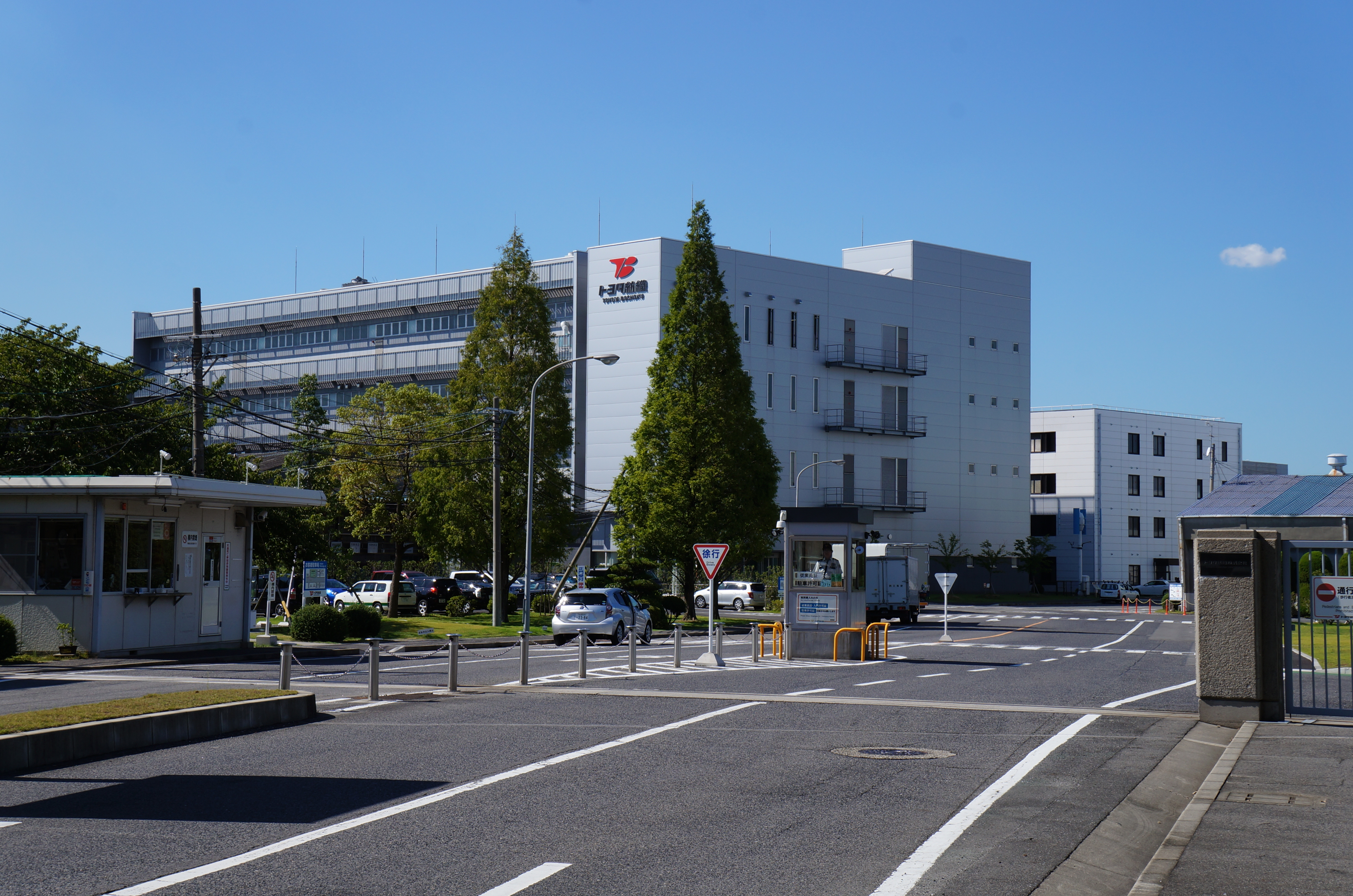
トヨタ紡織刈谷工場

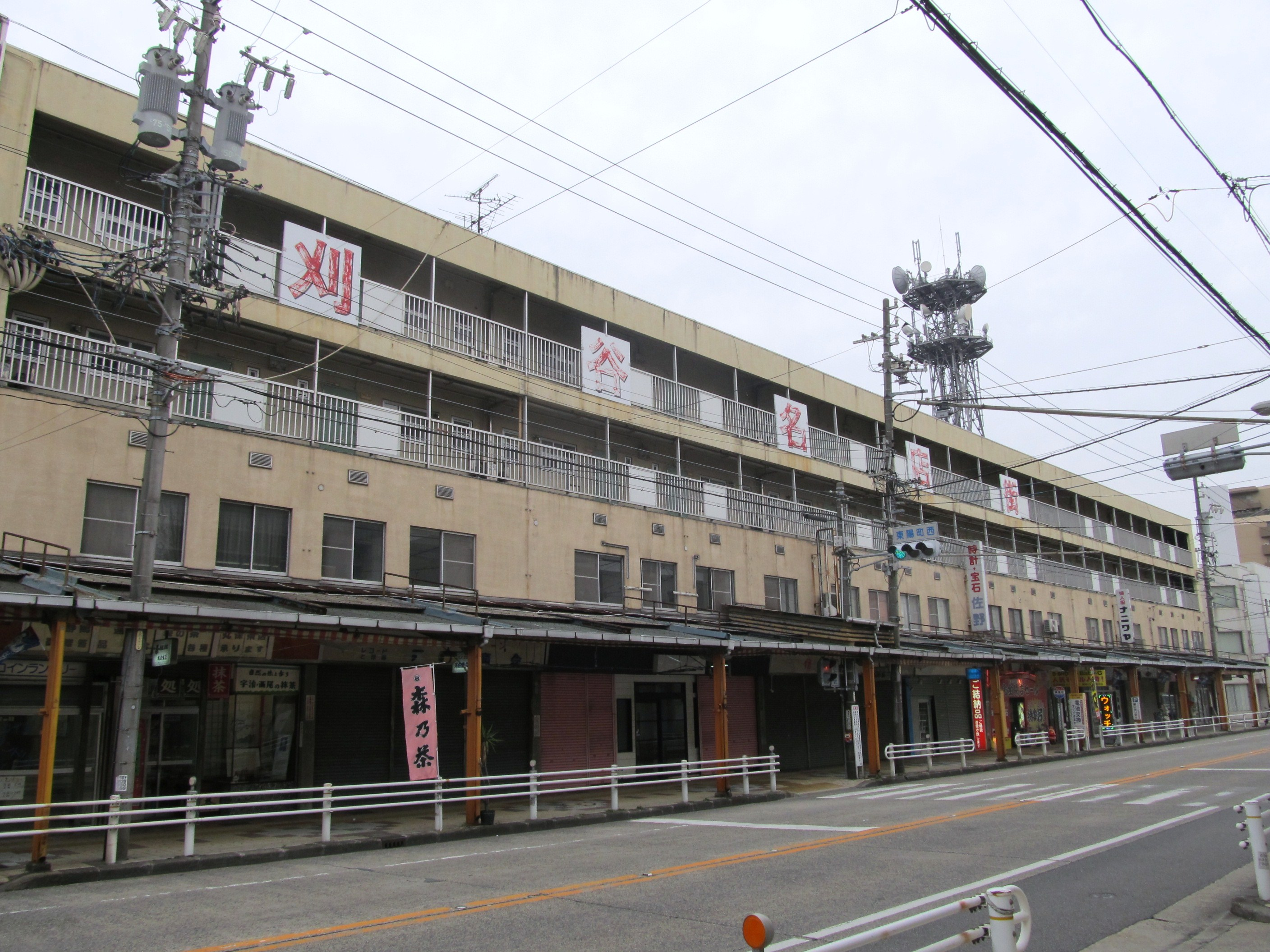
東陽町商店街にあった刈谷名店街ビル

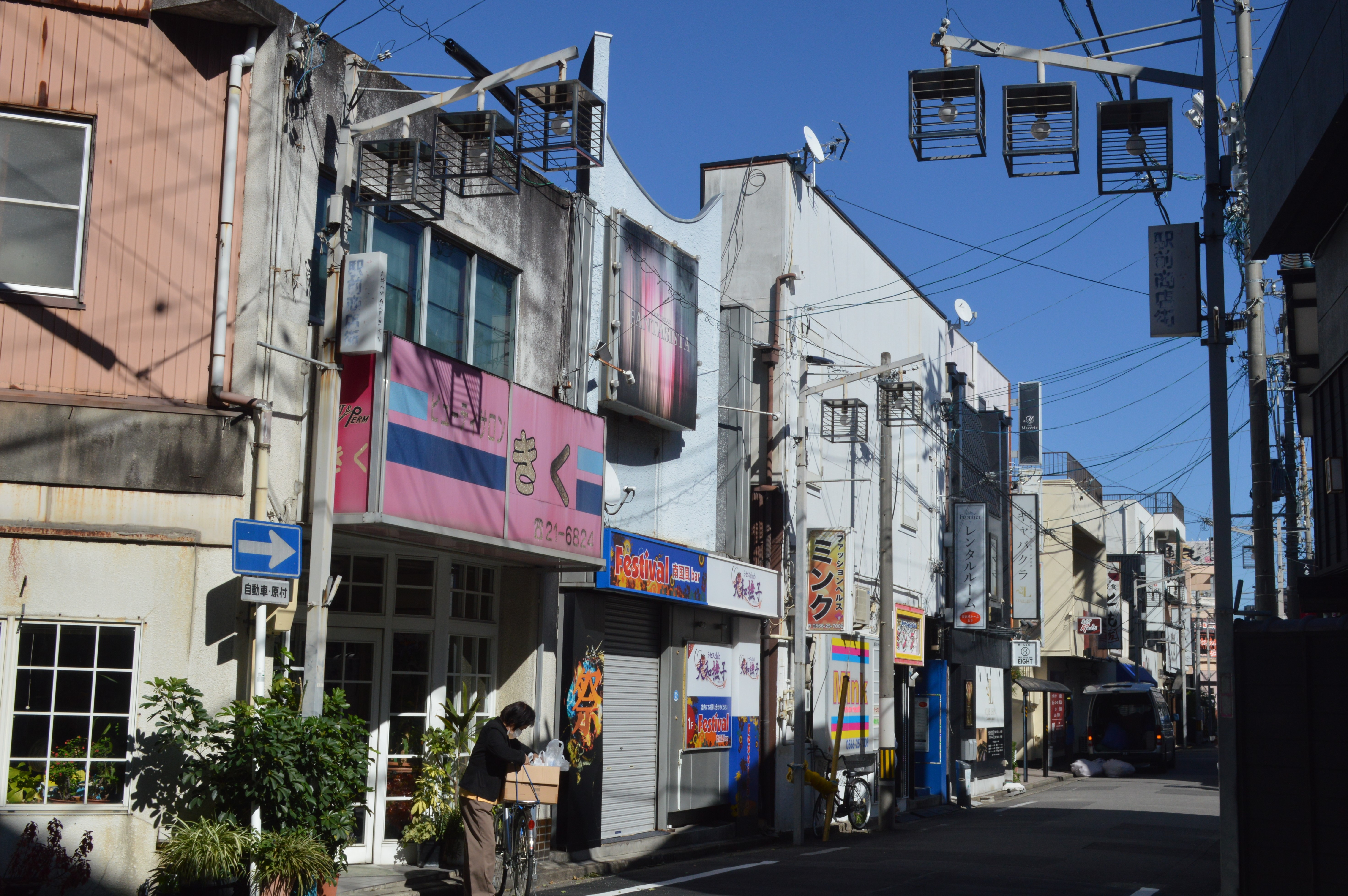
歓楽街の桜町

### 第一次産業

#### 農業
- 逢妻川・猿渡川に隣接する沖積平野に、水田が多く見られる。市北部にはぶどう・すいか・大根等の農家が点在する。
- 2015年の統計では1,416戸の農家が存在し、うち専業農家が466戸で約7割が兼業農家となっている。農業従事者は減少が続いており、2015年の統計では従事者数1,004人で、2000年の2,152人から大きく減らしている。また耕地面積も縮小傾向にあり、2019年で1,200haだった。2015年度の農業産出額は13億9000万円であった[7]。

#### 蚕業
- 明治から大正にかけての刈谷は繭や蚕種紙の取引の中心地として栄えた。高野蚕種製造所、杉浦蚕種製造所などの大規模な蚕種製造業者や町田製糸場などの製糸業者が操業し、この地方では豊橋と並ぶ蚕都であった。刈谷駅北口の刈谷市産業振興センターの曲線の屋根はかつての蚕都・刈谷の名残りとして、繭の形を模したものである。

### 第二次産業

#### 工業
2019年の工業製造品出荷額は、前年より1.2%増加した1兆6541億9100万円であった。これは、豊田市(15.3兆)、名古屋市(3.6兆)、岡崎市(2.6兆)、安城市(2.4兆)、田原市(1.9兆)に次いで愛知県内では第6位であった。
2019年の工業従業者数は、前年より2.5%増加した49,572人であった。これは、豊田市(11.6万)、名古屋市(9.4万)、安城市(5.1万)に次いで愛知県内では第4位であった。
自動車産業
トヨタグループの企業を中心に発展している。豊田自動織機、デンソー、トヨタ紡織、トヨタ車体、アイシン精機、愛知製鋼、ジェイテクト（旧豊田工機）などのトヨタグループの中心企業が軒並み本社、主力工場を構える。なかでも豊田自動織機は豊田佐吉の創業によるトヨタグループの本家であり、大正時代に刈谷に誘致された本社工場を基盤として飛躍的に発展した。この所以をもって刈谷はトヨタグループ発祥の地とされている。愛知県産業技術研究所（旧名：愛知県工業技術センター）も設置されている。
醸造業
かつて刈谷は豊富な地下水を利用した酒造業が盛んであり、菊の世広瀬酒造、稲徳酒造など大きな酒造元が存在した。今の刈谷の姿からは想像が難しいが、美酒の産地として知られた土地であった。このうち菊の世広瀬酒造酒蔵は、犬山市の博物館明治村に移築されている。
窯業
刈谷地方は良質の粘土が産出したことから、明治時代に大野煉瓦工場が操業を開始し、以後土管や瓦の製造業が盛んであったが、現在は衰退している。クアーズテックの主力工場が現在も市内小垣江で操業しているが、主力製品はシリコンウエハーなどであり、地元の粘土を使ったかつての窯業とは性質が異なる。

### 第三次産業

#### 商業
- 旧刈谷藩時代から城下町として発展した刈谷は近隣の商業の中心地であり、太田平右衛門、加藤新右衛門ら有力な御用商人がいた。明治以後も発展を続け、特に第二次大戦後はトヨタグループの発展とともに商業も発展を遂げ昭和50年代中頃までは刈谷駅から刈谷市駅にかけて、銀座、広小路、新栄、東陽町など中心地には地方都市としては広大な商店街、アーケード街が拡がり、休日ともなると歩行も困難なほどの人出であった。しかしモータリゼーションなど複数の要因により中心市街地の商店街は衰退した。地域エコノミストの藻谷浩介は商店街衰退の典型例として刈谷市の中心市街地を挙げている。
- 近年は刈谷駅前を中心に再開発が行われている[9]、北口の歓楽街、南口のイベントスペースの設置やそれにともなう刈谷アニメcollectionなどのイベント、商業施設の誘致が行われている。
- 2016年の年間商品販売額は7977億3700万円であり、卸売業が6408億5300万円である一方、小売業は1568億8400万円と市の人口に対しやや小規模にとどまっており、市外への買い物客の流出も懸念されている[7]。

主な商店街
- 刈谷銀座アーケード街
- 刈谷名店街

主な商業施設
- AKARIYA
- アドバンス・スクエア刈谷
- アピタ刈谷店
- イオンタウン刈谷
- ルビットタウン刈谷（旧エルシティ刈谷）- 中核店舗はバロー刈谷店）
- ピアゴ東刈谷店
- みなくる刈谷（中核店舗はバロー刈谷店）

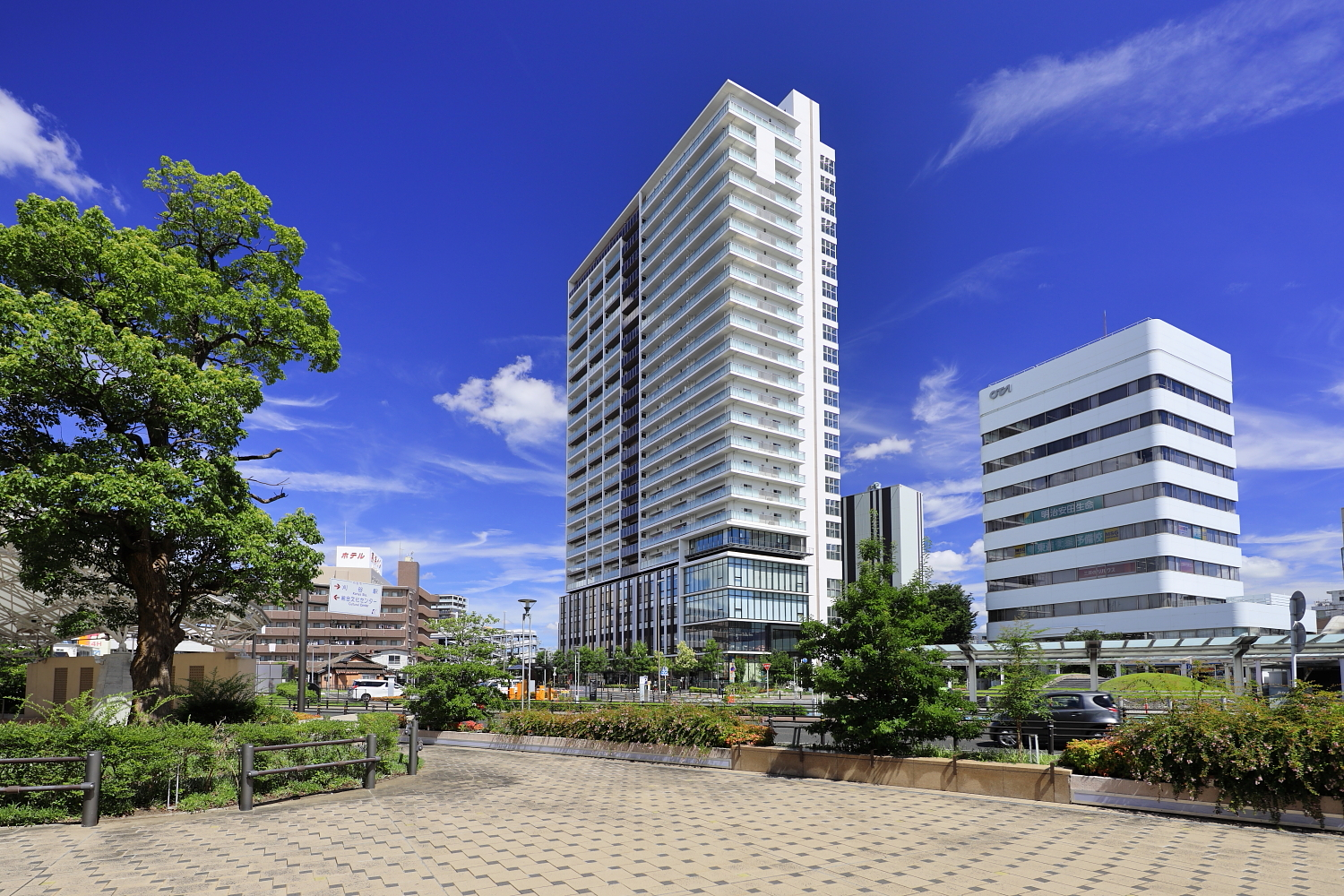
AKARIYAとOTAビル
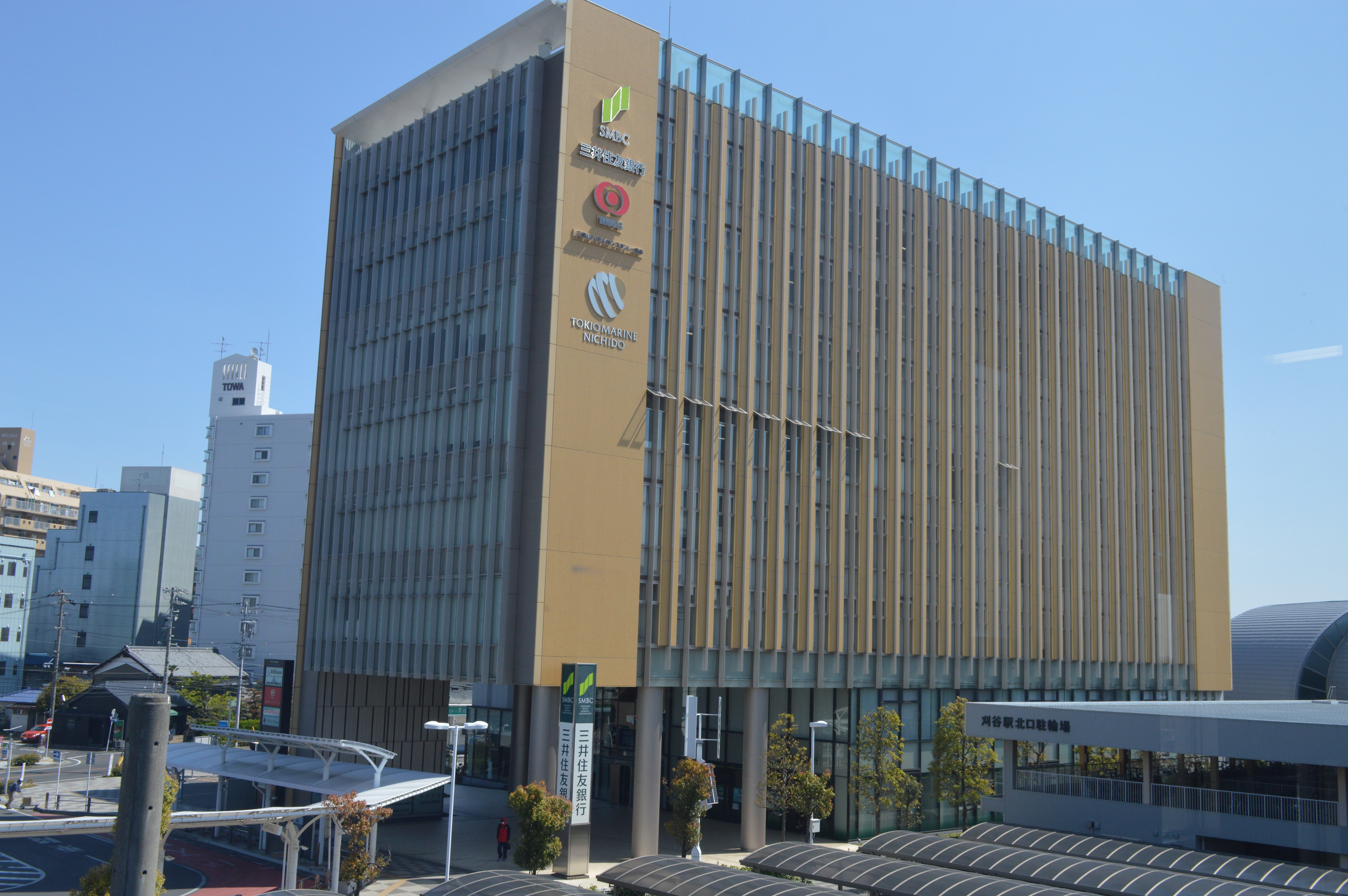
アドバンス・スクエア刈谷
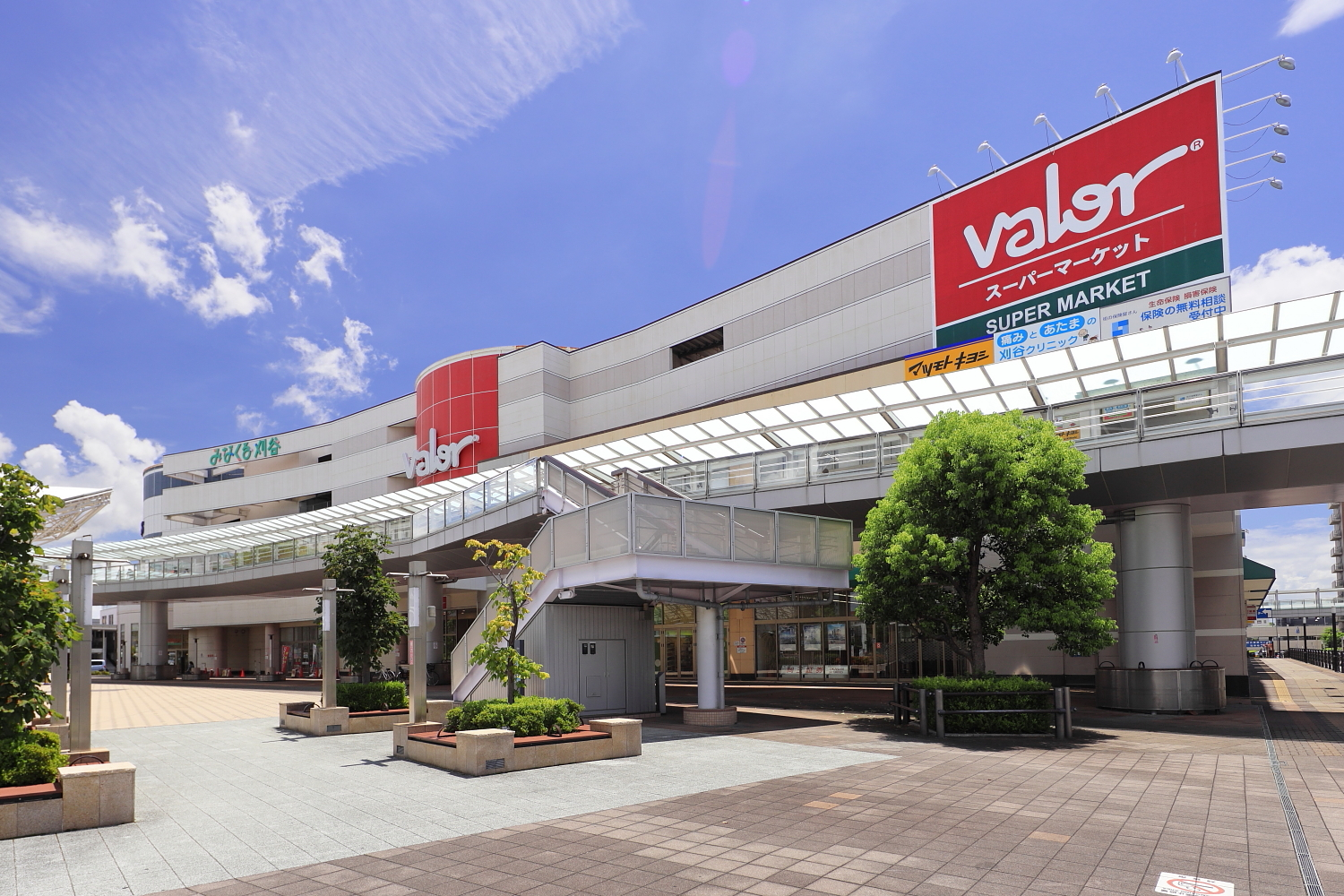
みなくる刈谷

### 本社を置く企業
- デンソー
- アイシン
- 豊田自動織機
- トヨタ車体
- トヨタ紡織
- ジェイテクト

- アドヴィックス
- アスカ
- 大興運輸
- キャッチネットワーク

## 情報・生活

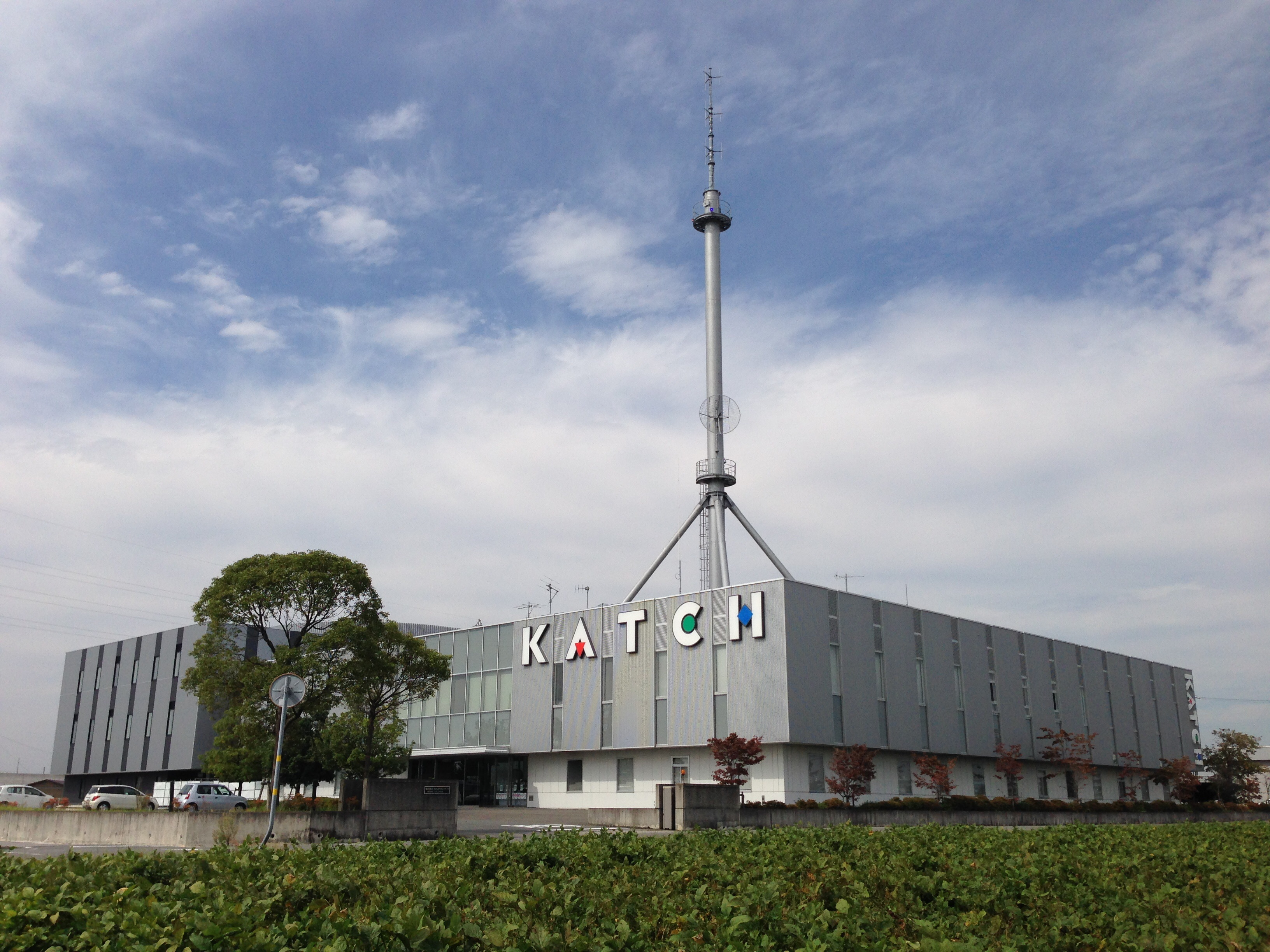
キャッチネットワーク

### マスメディア

#### 新聞社
- 中日新聞社
  - 刈谷営業所
  - 富士松販売所

#### 放送局
ケーブルテレビ
- キャッチネットワーク

### ライフライン

#### 電力
- 中部電力
  - 本市を担当する中部電力パワーグリッドの営業所は、刈谷市にある刈谷営業所である[10]。

#### ガス
- 東邦ガス
  - 刈谷営業所[11]

#### 上下水道
- 愛知県企業庁

#### 電信
- 西日本電信電話（NTT西日本）- NTT西日本-東海（NTTビジネスソリューションズ）

市外局番
- 市外局番は市内全域で0566（刈谷MA）が使用される。
  - 市内局番は、主に20・60番台を使用する。

## 教育

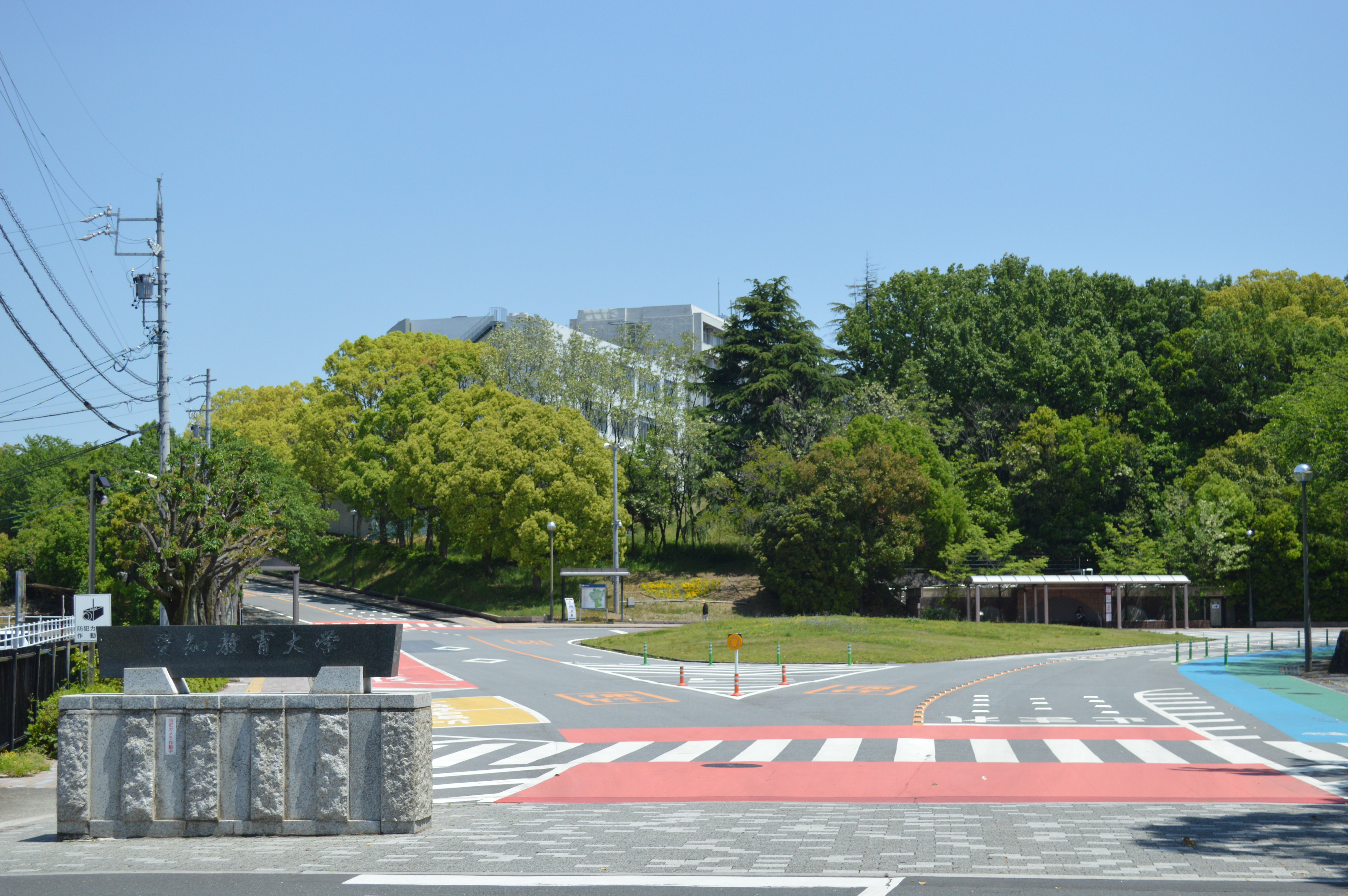
愛知教育大学

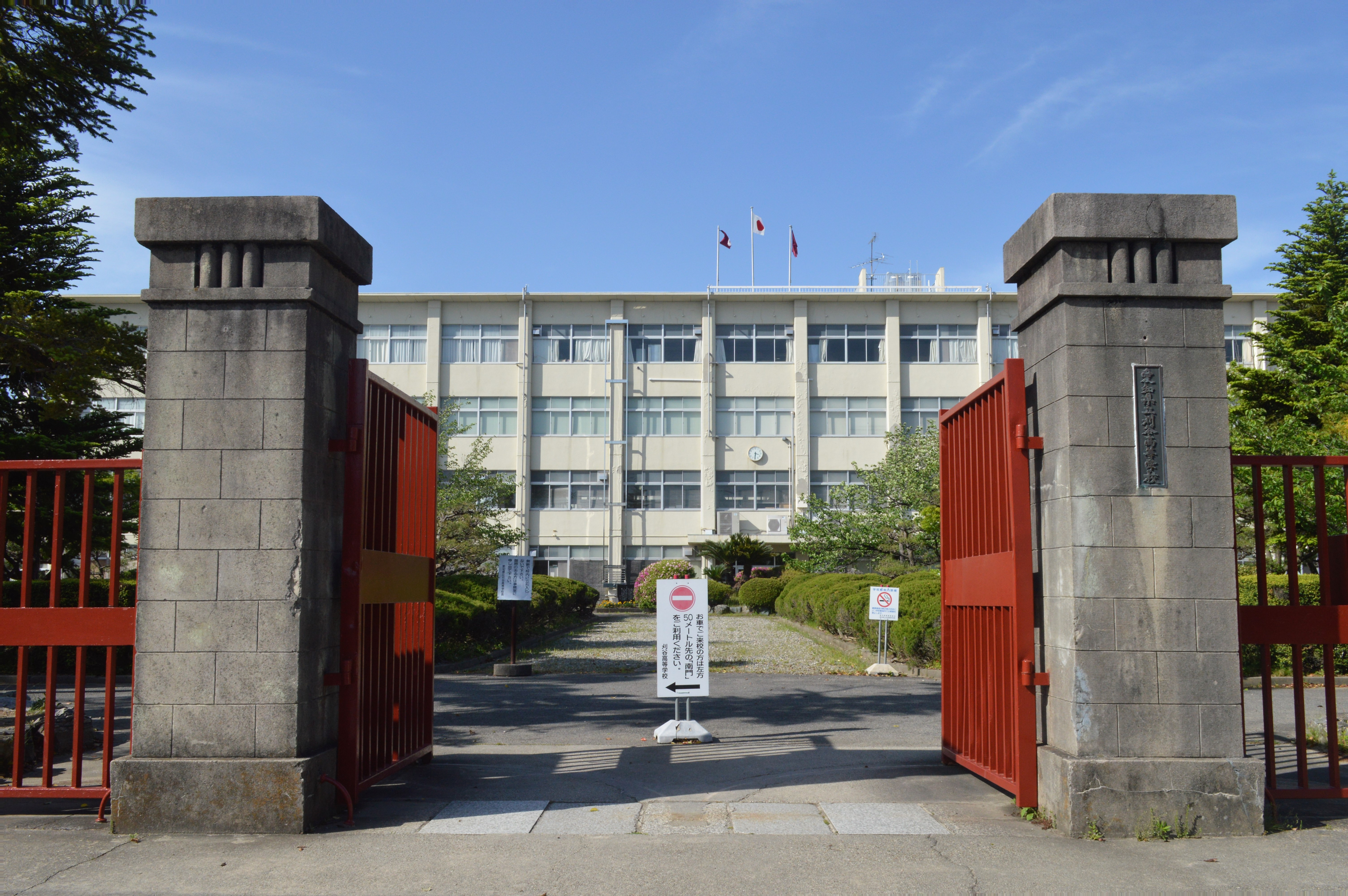
愛知県立刈谷高等学校

刈谷市の中学生は、三河地区の県立普通科高校の他、尾張の愛知県立大府高等学校、愛知県立東浦高等学校、愛知県立豊明高等学校の普通科に調整特例で進学できる。2007年からは、調整特例校に愛知県立大府東高等学校がさらに追加された。

### 大学
国立
- 愛知教育大学

### 高等学校
国立
- 愛知教育大学附属高等学校

県立
- 愛知県立刈谷高等学校
- 愛知県立刈谷北高等学校

- 愛知県立刈谷工科高等学校
- 愛知県立刈谷東高等学校

### 中学校
市立
- 刈谷市立朝日中学校
- 刈谷市立雁が音中学校
- 刈谷市立刈谷東中学校

- 刈谷市立刈谷南中学校
- 刈谷市立富士松中学校
- 刈谷市立依佐美中学校

### 小学校
市立
- 刈谷市立朝日小学校
- 刈谷市立小垣江小学校
- 刈谷市立小垣江東小学校
- 刈谷市立衣浦小学校
- 刈谷市立富士松東小学校
- 刈谷市立富士松南小学校
- 刈谷市立富士松北小学校
- 刈谷市立かりがね小学校

- 刈谷市立平成小学校
- 刈谷市立日高小学校
- 刈谷市立小高原小学校
- 刈谷市立亀城小学校
- 刈谷市立住吉小学校
- 刈谷市立東刈谷小学校
- 刈谷市立双葉小学校

### その他の教育施設
- 刈谷自動車学校

## 交通

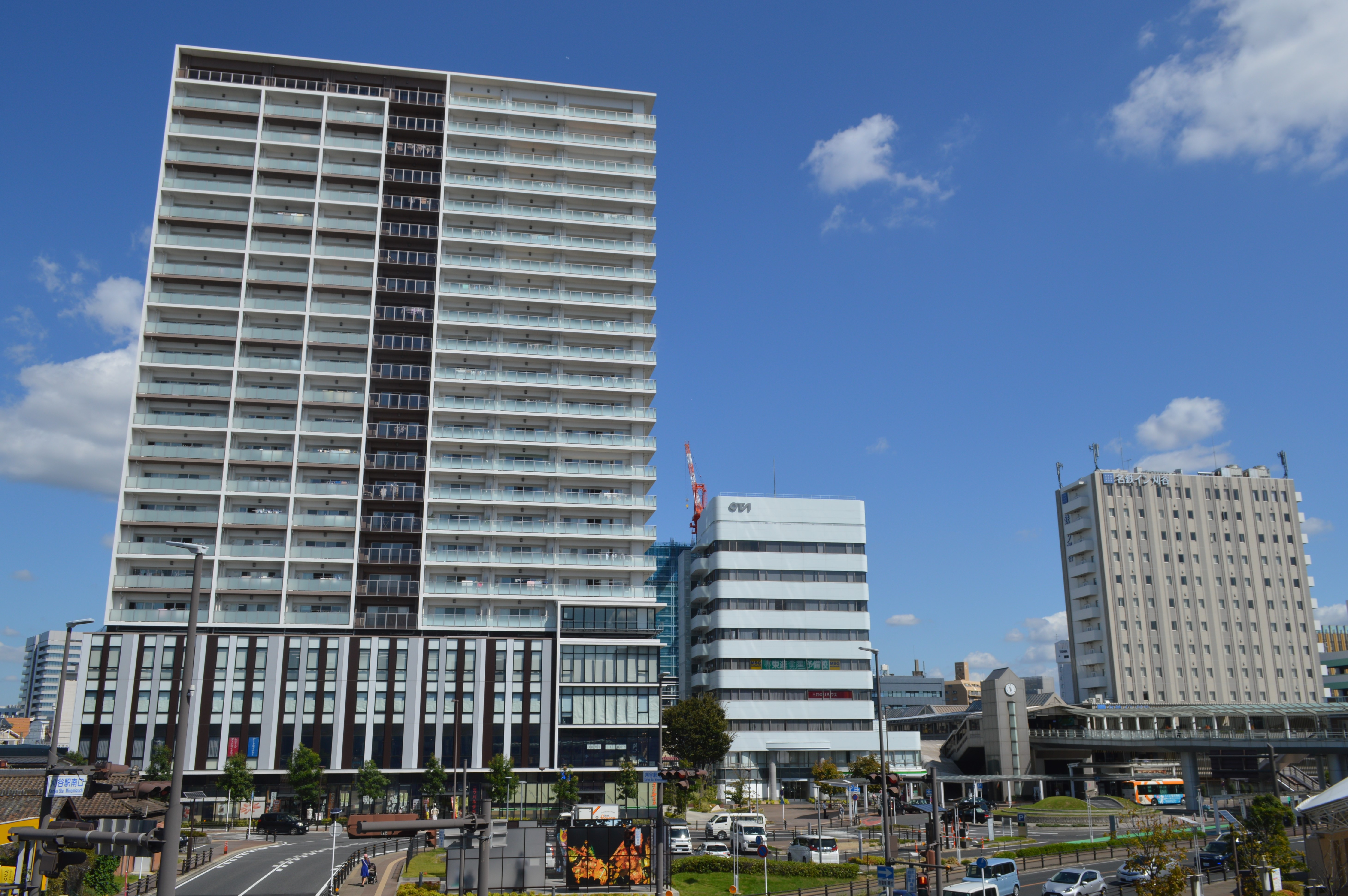
刈谷駅周辺

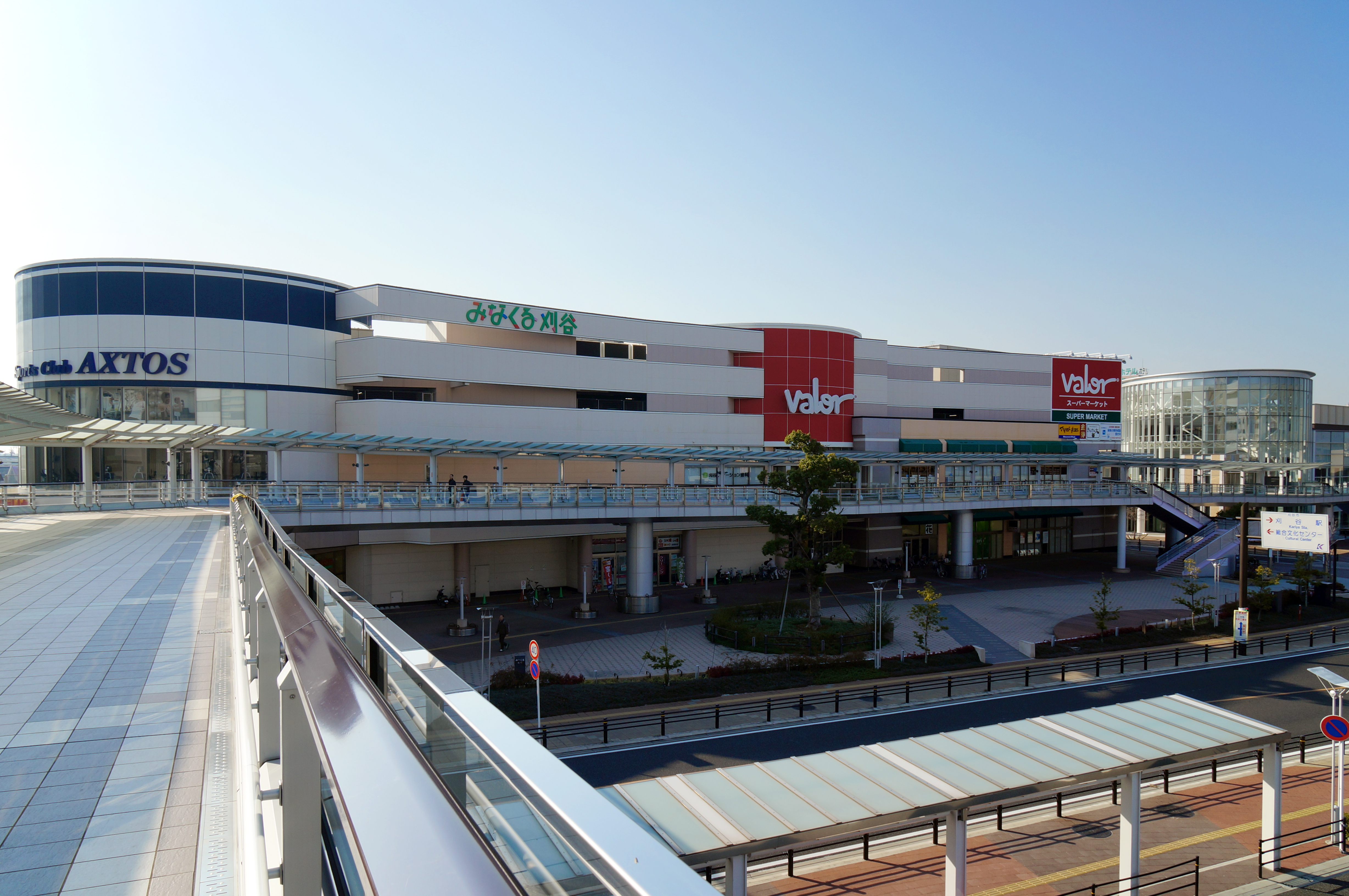
刈谷駅南地区「みなくる刈谷」

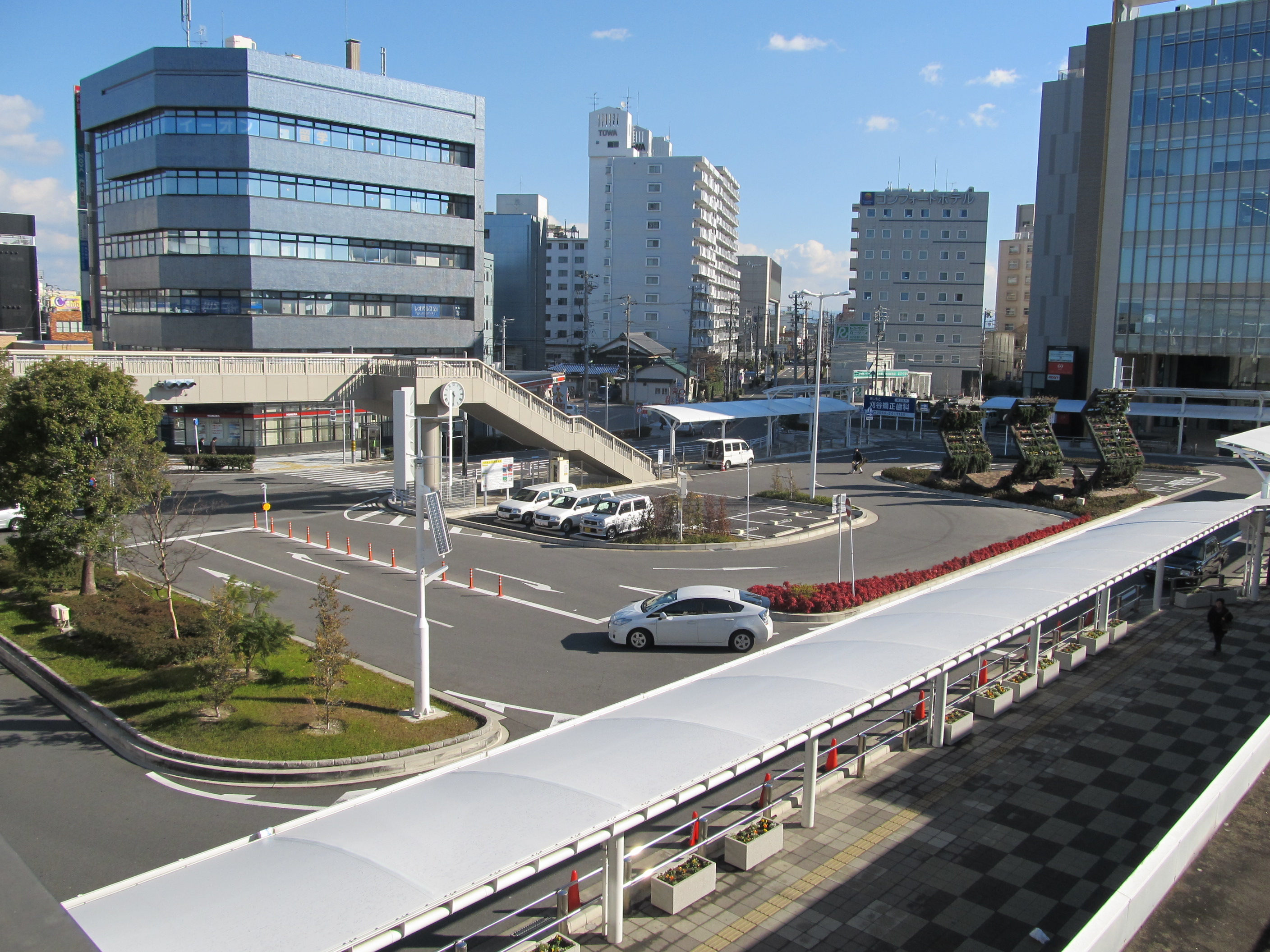
刈谷駅北地区

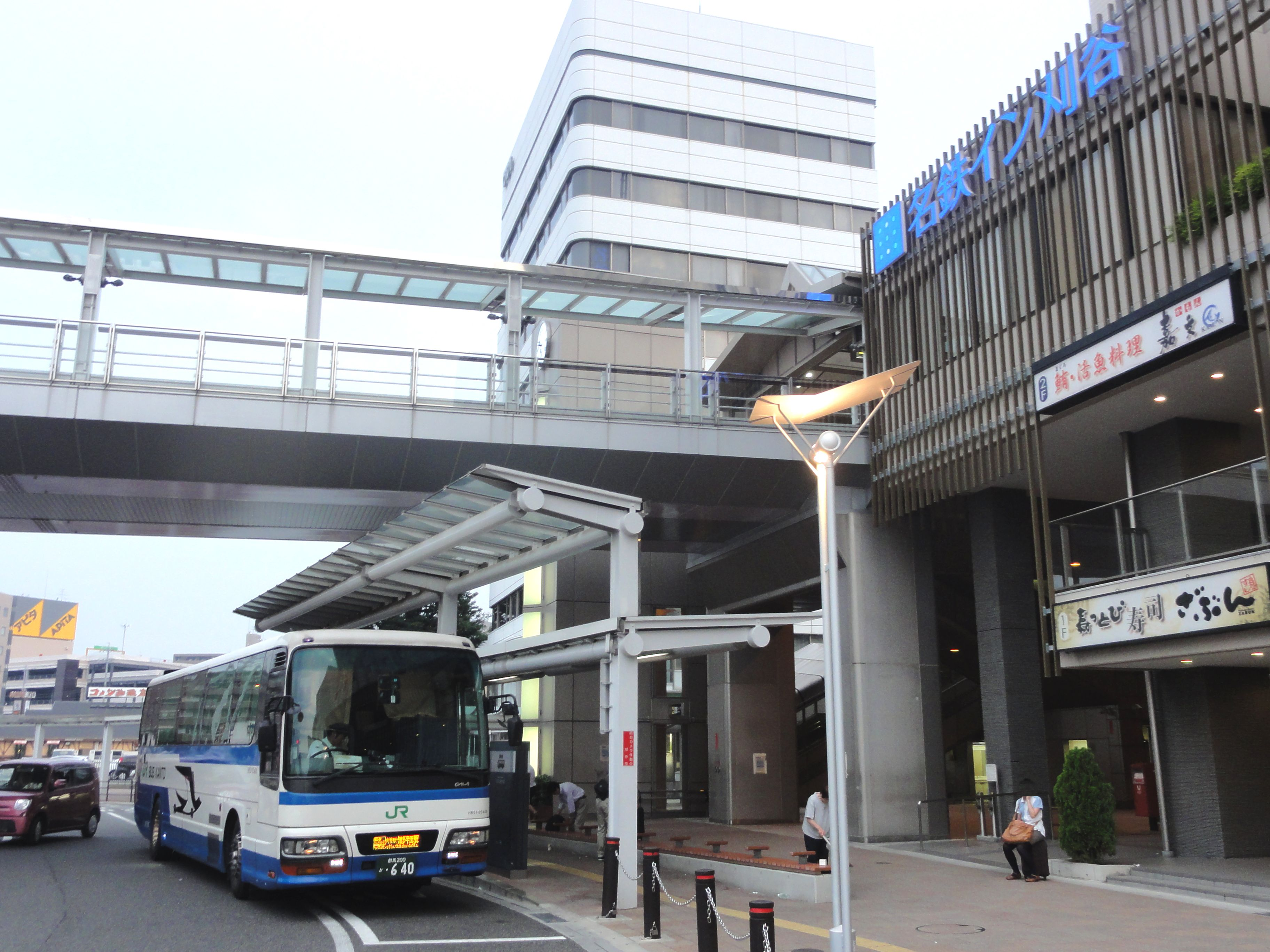
刈谷駅バスターミナル

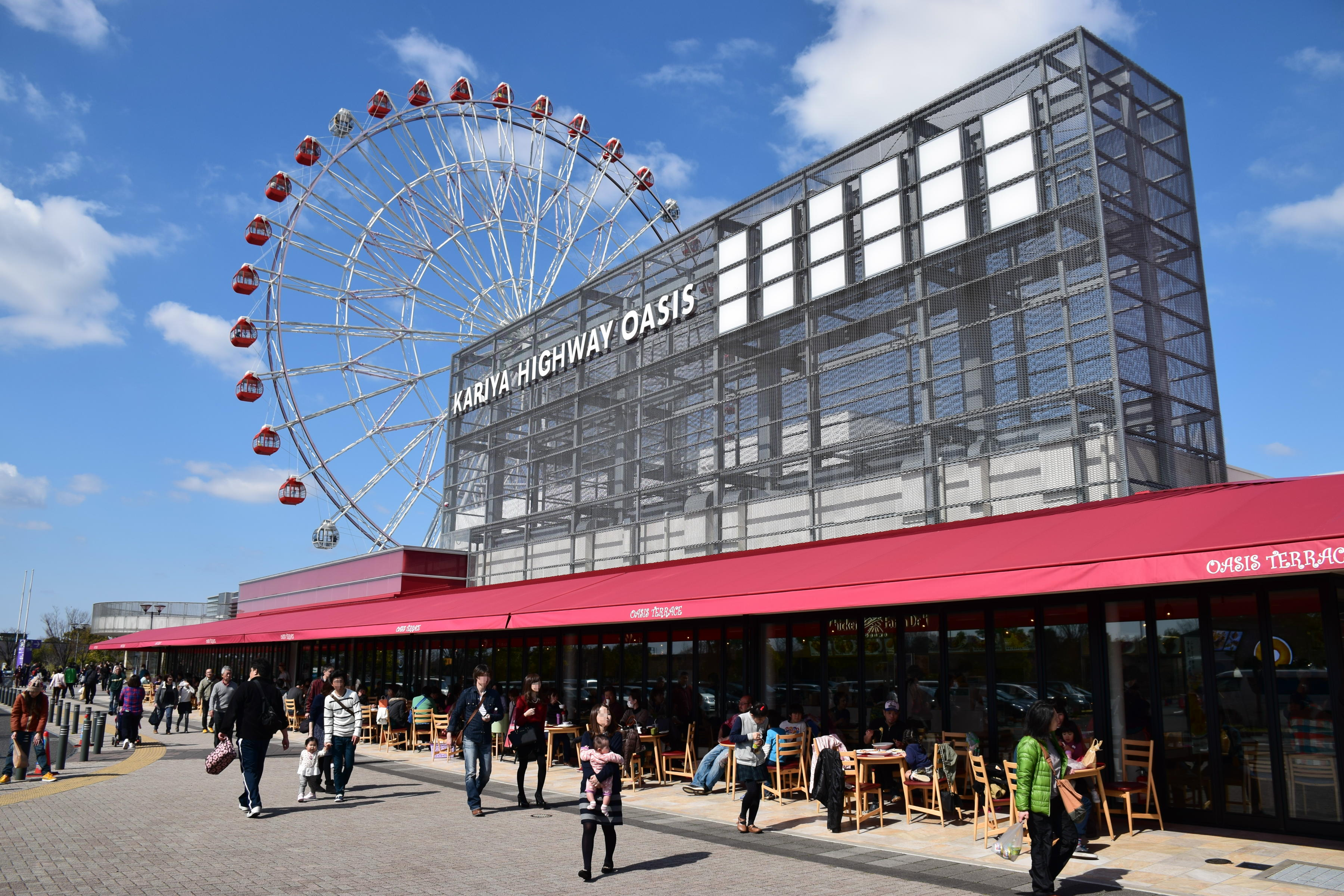
刈谷PA(ハイウェイオアシス)

JR東海道線刈谷駅の周辺はペデストリアンデッキで整備されている。コミュニティバスとして刈谷市公共施設連絡バスがある。刈谷駅北口周辺は歓楽街であり、飲み屋や風俗店が広がる。刈谷駅南口には商業施設や公共施設がある。

### 鉄道
市の中心となる駅：刈谷駅

#### 鉄道路線
東海旅客鉄道（JR東海）
- 東海道本線
  - 東刈谷駅 - 野田新町駅 - 刈谷駅 - 逢妻駅

名古屋鉄道（名鉄）
- 名古屋本線
  - 一ツ木駅 - 富士松駅
- 三河線
  - 刈谷駅 - 刈谷市駅 - 小垣江駅

市内を通る鉄道路線は東から南へ抜ける名鉄三河線を除いて概ね東西に建設されており、市内を直接南北に貫通する路線はほとんど存在しない。東西方向の距離も短いため、市内にある名鉄名古屋本線の駅も少ない。JRはほぼ中心部を、名鉄名古屋本線は北部をそれぞれ東西に貫通している。市境から近い場所に位置する駅として、名鉄名古屋本線の知立駅（知立市）や豊明駅（豊明市）、JR武豊線の緒川駅（知多郡東浦町）、JR東海道本線・東海道新幹線の三河安城駅（安城市）などがある。

### バス
愛知教育大学など、北部からは刈谷駅などの中心部のJR駅より知立市にある知立駅の方が近いため、知立駅を発着する路線が設定され本数も多くなっている。市内の南北移動をカバーするために、長距離を走るコミュニティバス路線も複数存在する。

#### 路線バス
名鉄バス
- 愛教大線（イオン三好店アイモール前（みよし市）・日進駅（日進市） - 愛知教育大前 - 東境 - トヨタ車体前 - 知立駅（知立市））
- 刈谷・愛教大線（愛知教育大前 - 富士松駅 - 刈谷総合運動公園 - 刈谷駅）

刈谷市公共施設連絡バス（かりまる、無料）
- 西境線（ひまわり - 刈谷駅北口 - 総合運動公園 - 富士松駅 - 刈谷ハイウェイオアシス - 洲原温水プール）
- 東境線（ひまわり - 刈谷駅北口 - 総合運動公園 - 刈谷ハイウェイオアシス）
- 小垣江線（小垣江駅東口 - ひまわり - 刈谷駅南口 - 刈谷市駅 - 逢妻駅南口）
- 東刈谷線（半城土町大原 - 東刈谷駅 - 野田新町駅 - ひまわり - 刈谷駅南口 - 生きがいセンター）
- 一ツ木線（総合運動公園 - 一ツ木駅南 - 刈谷駅北口 - 刈谷駅南口 - 市役所）
- 依佐美（よさみ）線（東刈谷駅北口 - 野田新町駅北口 - 刈谷駅南口 - 刈谷市駅 - 小垣江駅西口）

東浦町運行バス（う・ら・ら）
- 刈谷線（刈谷駅 - 緒川駅東口（東浦町））

あんくるバス - 安城市が運行しているコミュニティバス。
- 西部線（東刈谷駅 - 安城市方面）

ミニバス - 知立市が運行しているコミュニティバス。
- 3コース（東刈谷駅 - 知立市方面）
- 4コース（東刈谷駅 - 知立市方面）

#### 都市間バス
中部国際空港バス
- 知多乗合

高速バス
- 知多シーガル号（JRバス関東）

### 道路
国道1号、国道23号（知立バイパス）が市域を横断している。衣浦港（境川）を渡河する境川橋・平成大橋とその周辺は車の渋滞が起こりやすい。刈谷駅東側にJRの線路をアンダーパスする立体交差がある。

#### 高速道路
- 伊勢湾岸自動車道

刈谷ハイウェイオアシス
- 刈谷PA/スマートIC - ハイウェイオアシス。外部から利用可能。観覧車、天然温泉もあり観光名所となっている。境川を越えて豊明市に入りすぐのところに豊明ICもあり、刈谷市へのアクセス道路になっている（四日市方面のみ）。

#### 国道
国道1号
国道23号（知立バイパス）
国道155号
国道419号
- 国道419号には高規格道路である衣浦豊田道路がある。

#### 県道
主要地方道
- 愛知県道48号岡崎刈谷線
- 愛知県道50号名古屋碧南線
- 愛知県道51号知立東浦線
- 愛知県道54号豊田知立線
- 愛知県道56号名古屋岡崎線
  - 新道のみ刈谷市を通過する。井ケ谷町から豊明市方面は未開通である。

一般県道
- 愛知県道234号みよし沓掛線
- 愛知県道239号岡崎豊明線
- 愛知県道244号泉田共和線
- 愛知県道245号半城土広小路線
- 愛知県道246号刈谷大府線
- 愛知県道282号今川刈谷停車場線
- 愛知県道289号富士松停車場線
- 愛知県道296号小垣江安城線
- 愛知県道299号南中根小垣江線

#### その他
- 境大橋

### ナンバープレート
- 車検証の住所（使用者）が本市にある自動車には三河ナンバーが交付される。

## 観光

### 名所・旧跡
城郭・屋敷
- 刈谷城跡
  - 椎の木屋敷
  - 重原陣屋
  - 文礼館

寺院
- 海会寺
- 松秀寺
- 乗蓮寺
- 専光寺
- 楞厳寺 - 徳川家康の生母於大の方ゆかりの寺。
- 正覚寺
- 密蔵院

神社

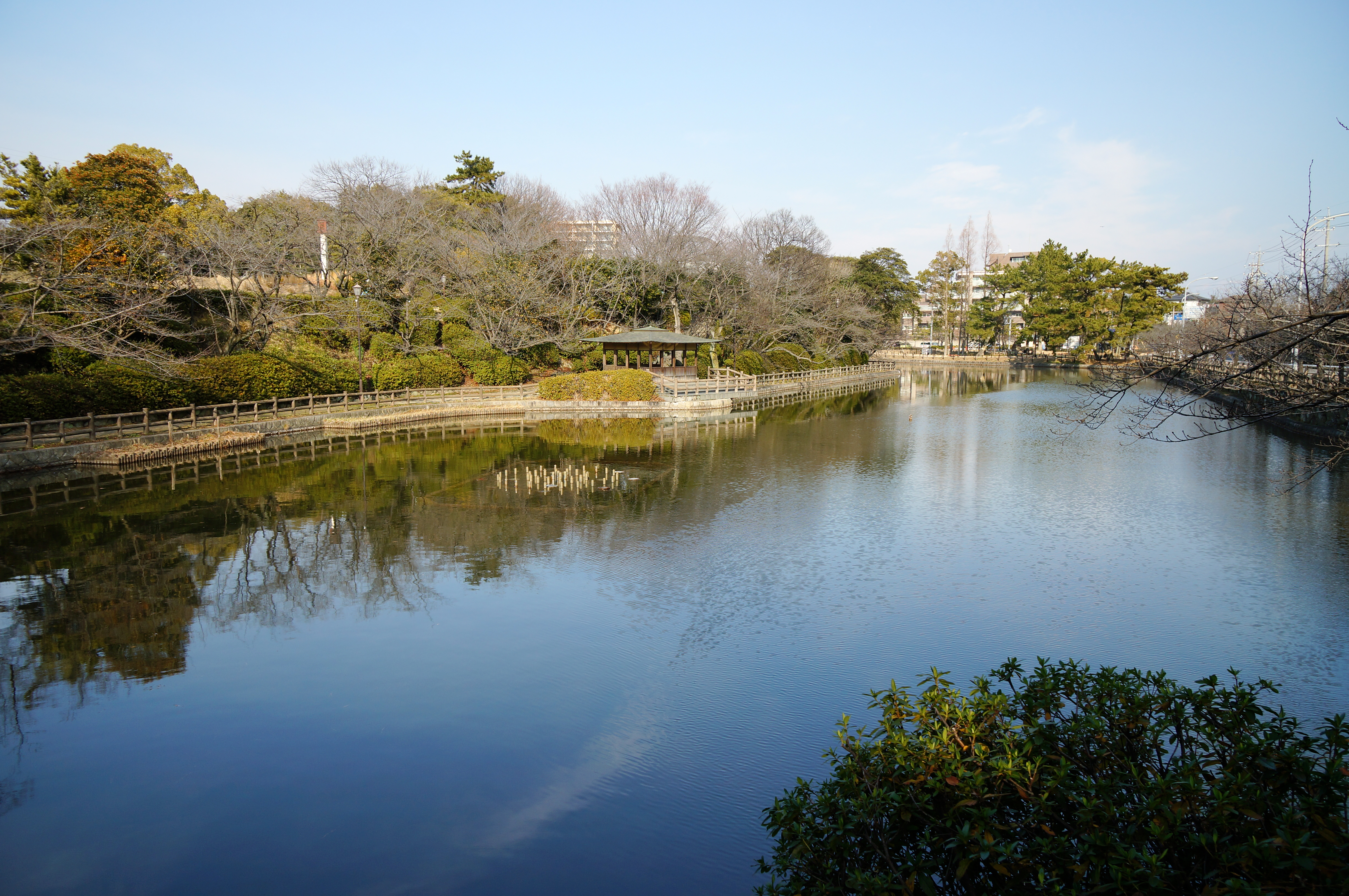
刈谷城 （亀城公園）
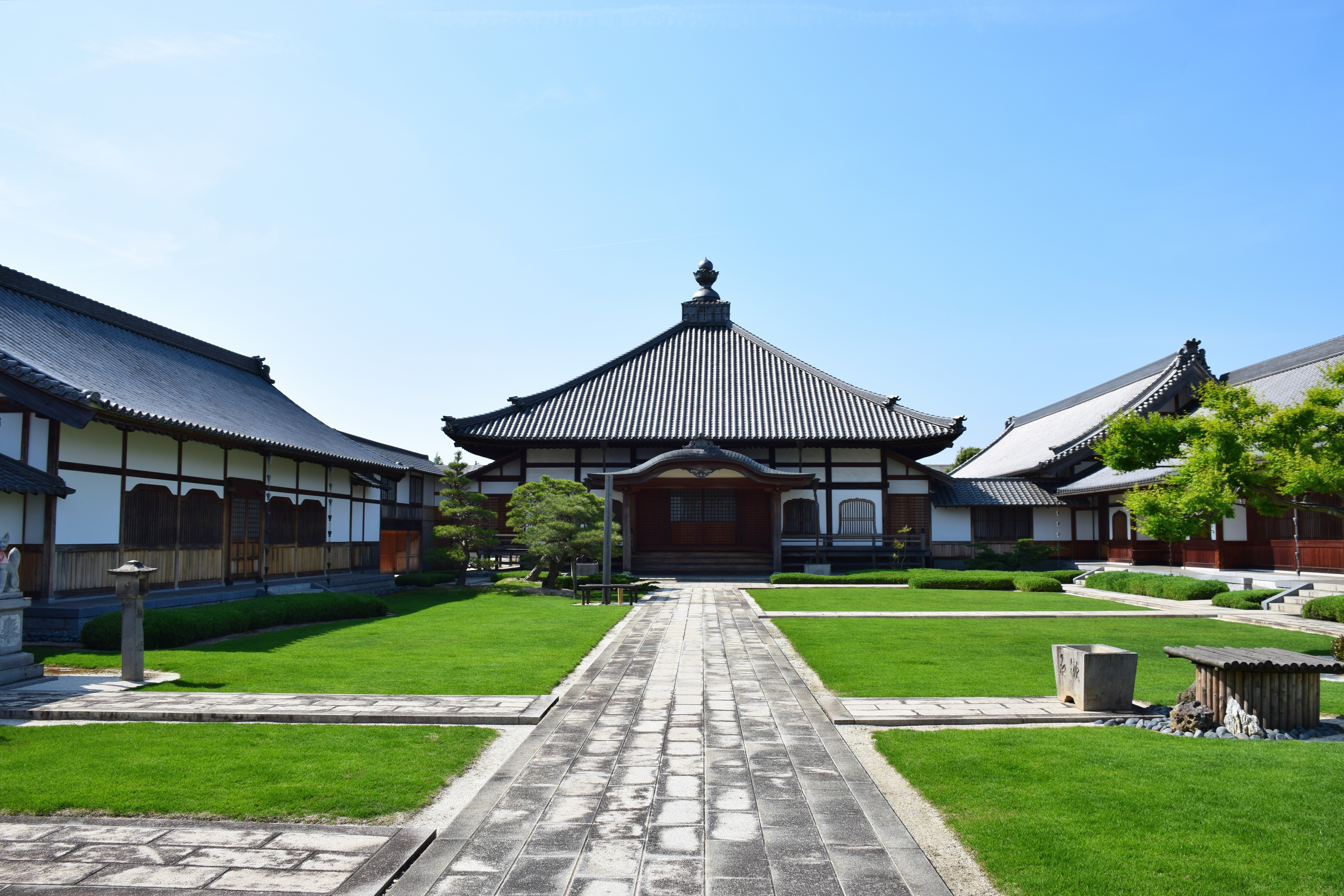
楞厳寺
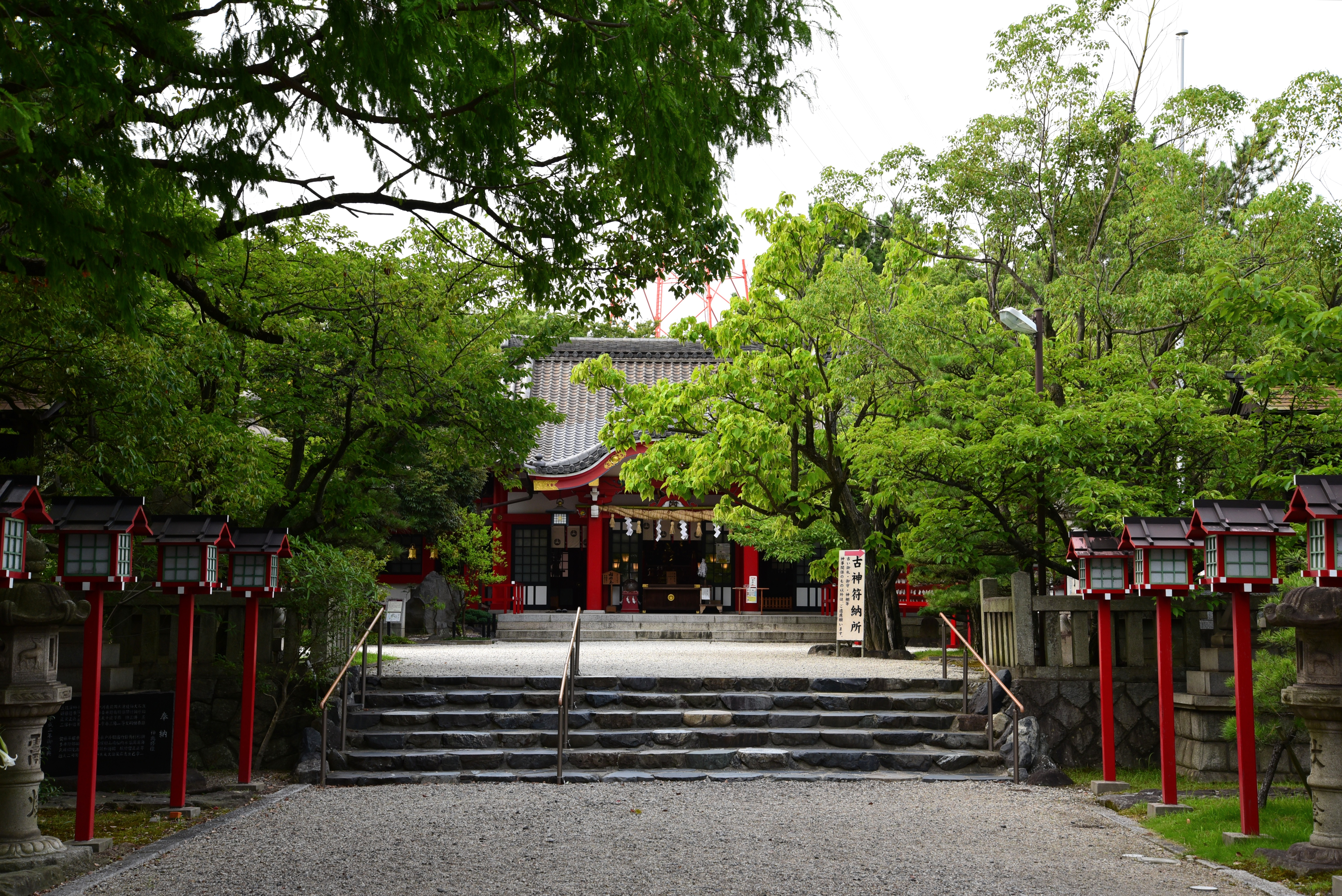
市原稲荷神社
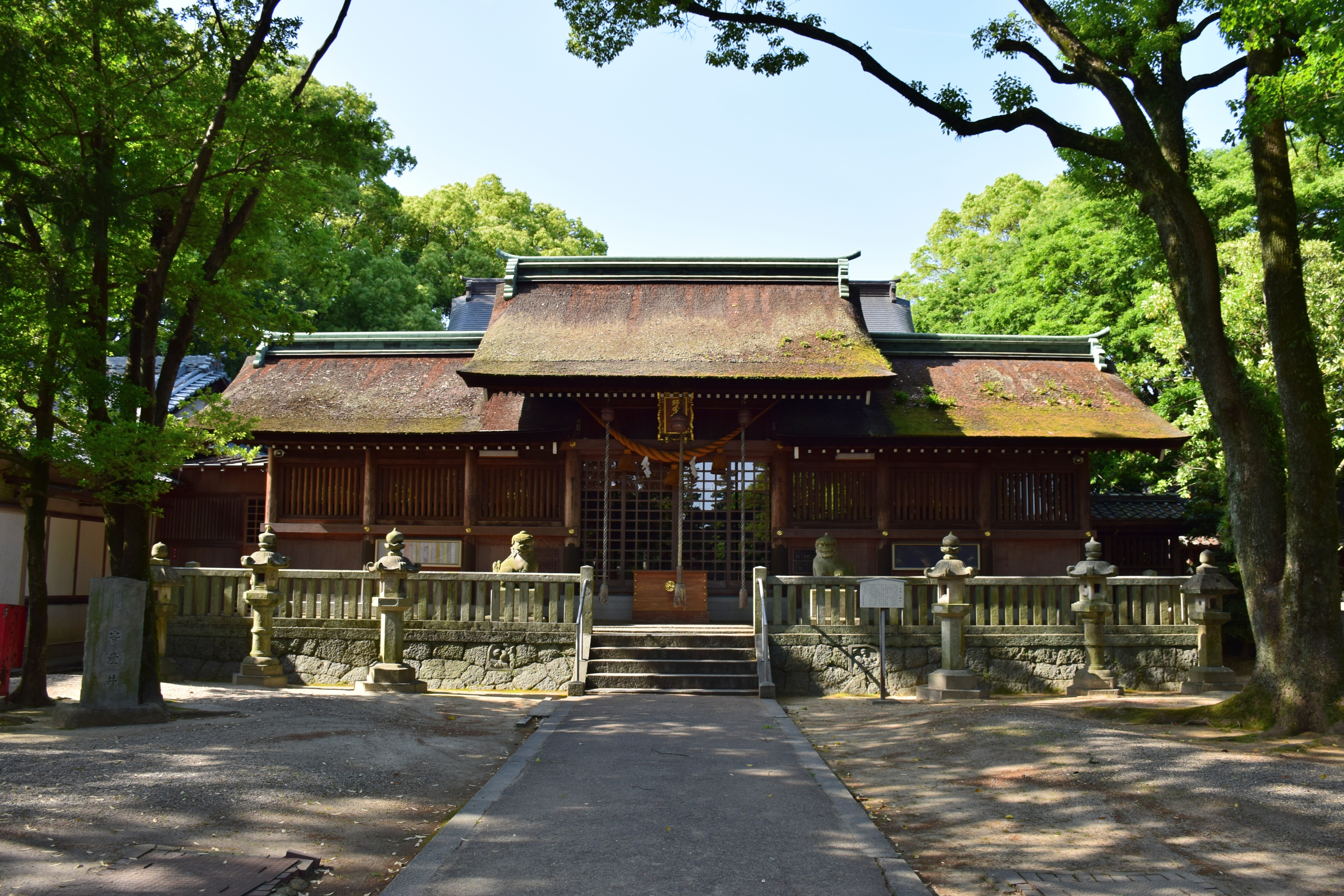
野田八幡宮
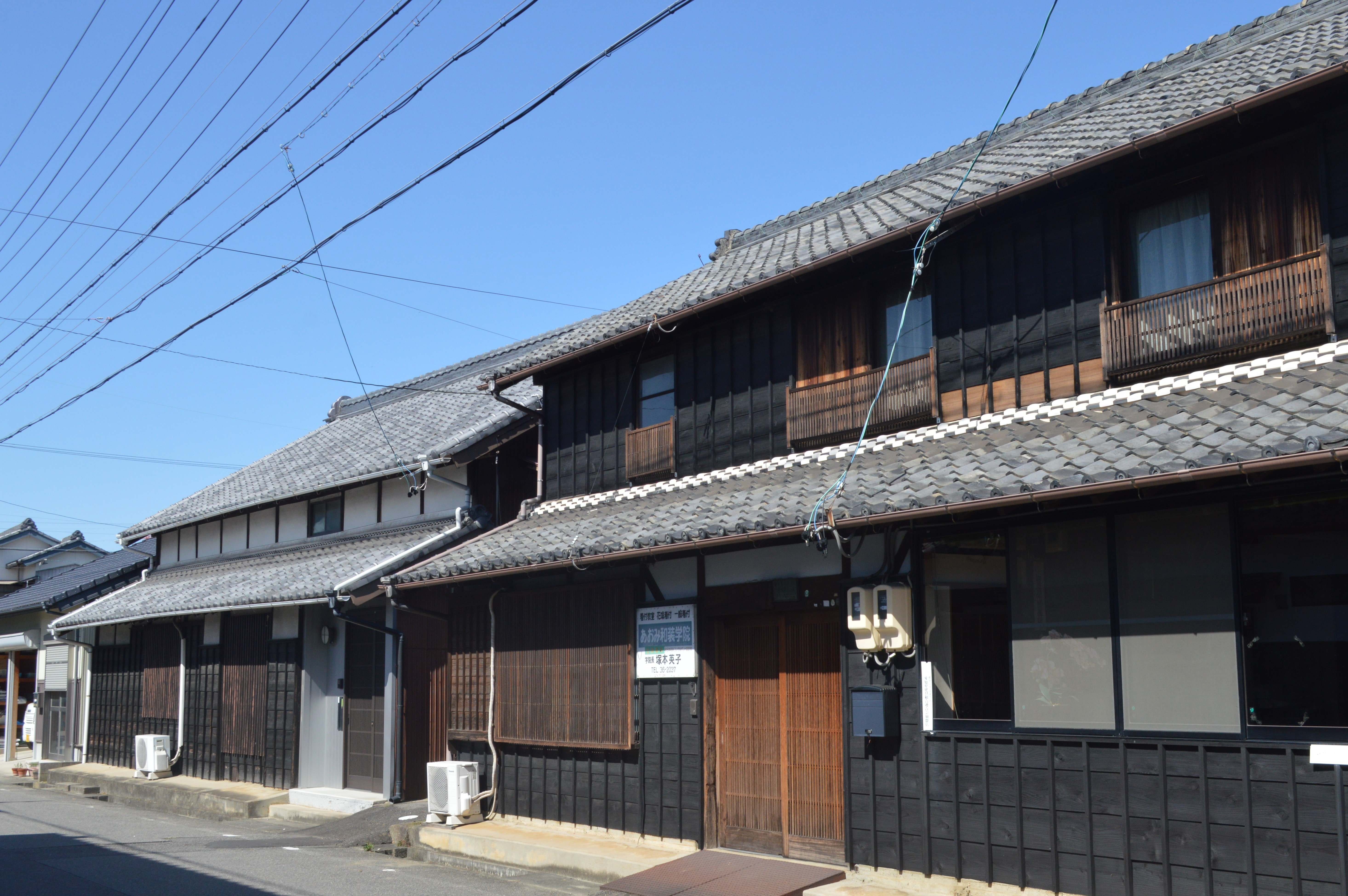
旧東海道間の宿今川町の町並み

史跡
- 旧東海道
- 猿投窯
- 築地古墳

- 刈谷城
（亀城公園）
- 楞厳寺
- 市原稲荷神社
- 野田八幡宮
- 旧東海道間の宿今川町の町並み

### 観光スポット
博物館・資料館
- 刈谷市歴史博物館 - 常設展示室、祭り展示室、企画展示室の3つの展示室で構成され、歴史資料や刈谷関連の資料を収集・調査・展示している。
- 刈谷市郷土資料館 - 旧亀城小学校本館を改装。大正時代から昭和初期にかけての和洋折衷様式の建造物。国の登録有形文化財。
- 野田史料館 - 野田八幡宮の境内にある史料館。古文書などの歴史的史料を保管している。
- 依佐美送信所記念館 - フローラルガーデンよさみ内にある記念館。所蔵される旧依佐美送信所の送信機器10件が近代化産業遺産に認定されている。
- アイシンコムセンター - アイシン精機の敷地内にある展示施設。アイシングループの歴史や製品などが展示公開されている。
- デンソーギャラリー - デンソー本社の敷地内にある展示施設。デンソーの技術や製品の展示公開されている。
- 歴史未来館 - トヨタ紡織本社の敷地内にある展示施設。トヨタ紡織の歴史を映像により展示している。
- 夢と学びの科学体験館 - 科学体験施設。旧称は刈谷市中央児童館。プラネタリウム鑑賞のほかサイエンスショーなども行われる。

公園
- 亀城公園 - 刈谷城跡。本丸跡、堀などが残る。幕末の志士、松本奎堂辞世の句碑、豊田佐吉胸像がある。桜の名所。
- 刈谷市総合運動公園 - 総合体育館であるウィングアリーナ刈谷、多目的グラウンドであるウェーブスタジアム刈谷、人工芝1面、天然芝1面のサッカー専用のグラウンド「グリーングラウンド刈谷」の3施設からなる総合運動公園。
- 刈谷市交通児童遊園 - 遊園地。ゴーカートなどがある。
- ミササガパーク - ミササガ市との姉妹都市を記念して建設された公園。
- 洲原公園・洲原池
- 小堤西池のカキツバタ群落 - 国の天然記念物。「日本三大カキツバタ自生地」のひとつ。

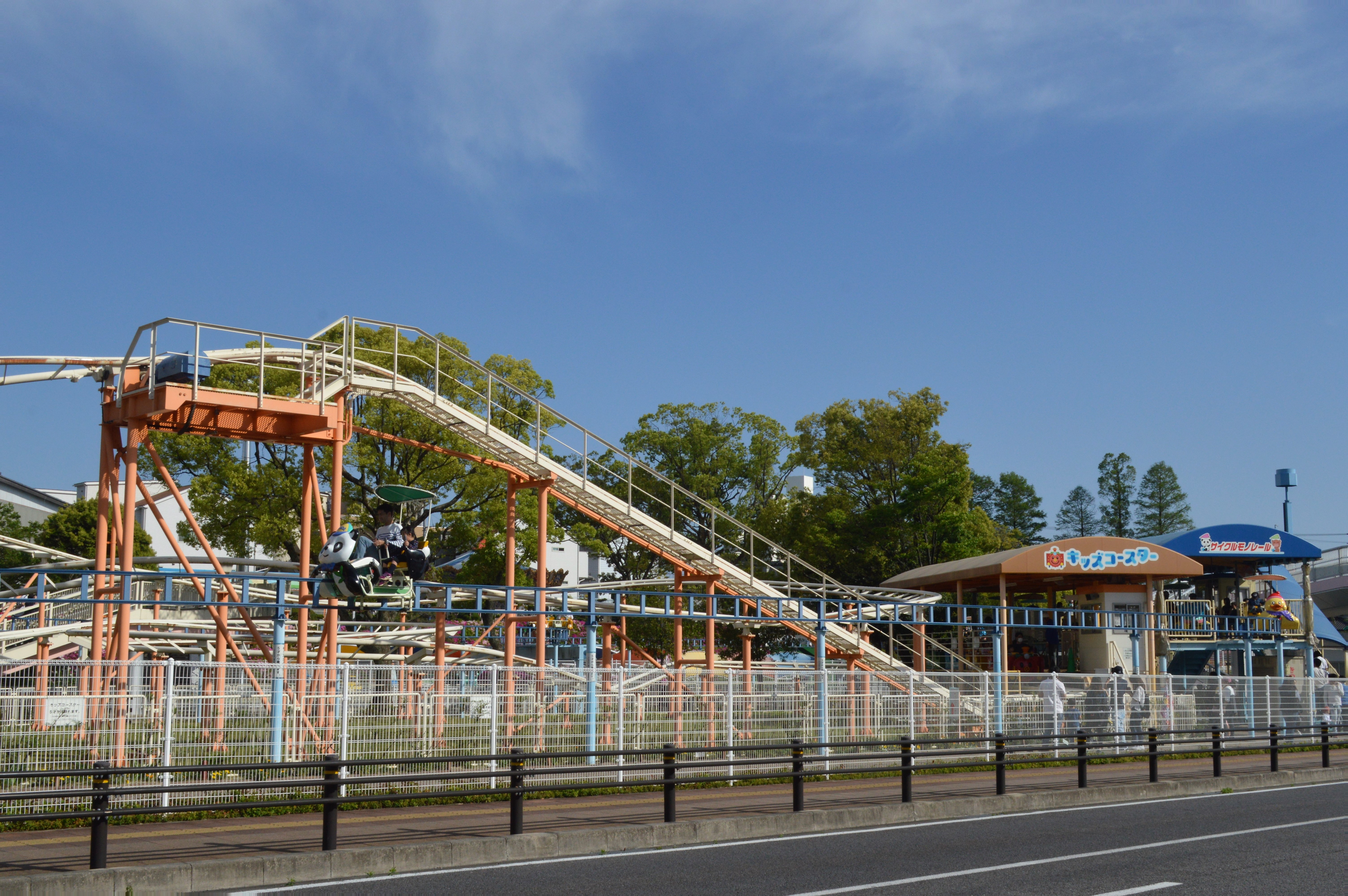
刈谷市交通児童遊園
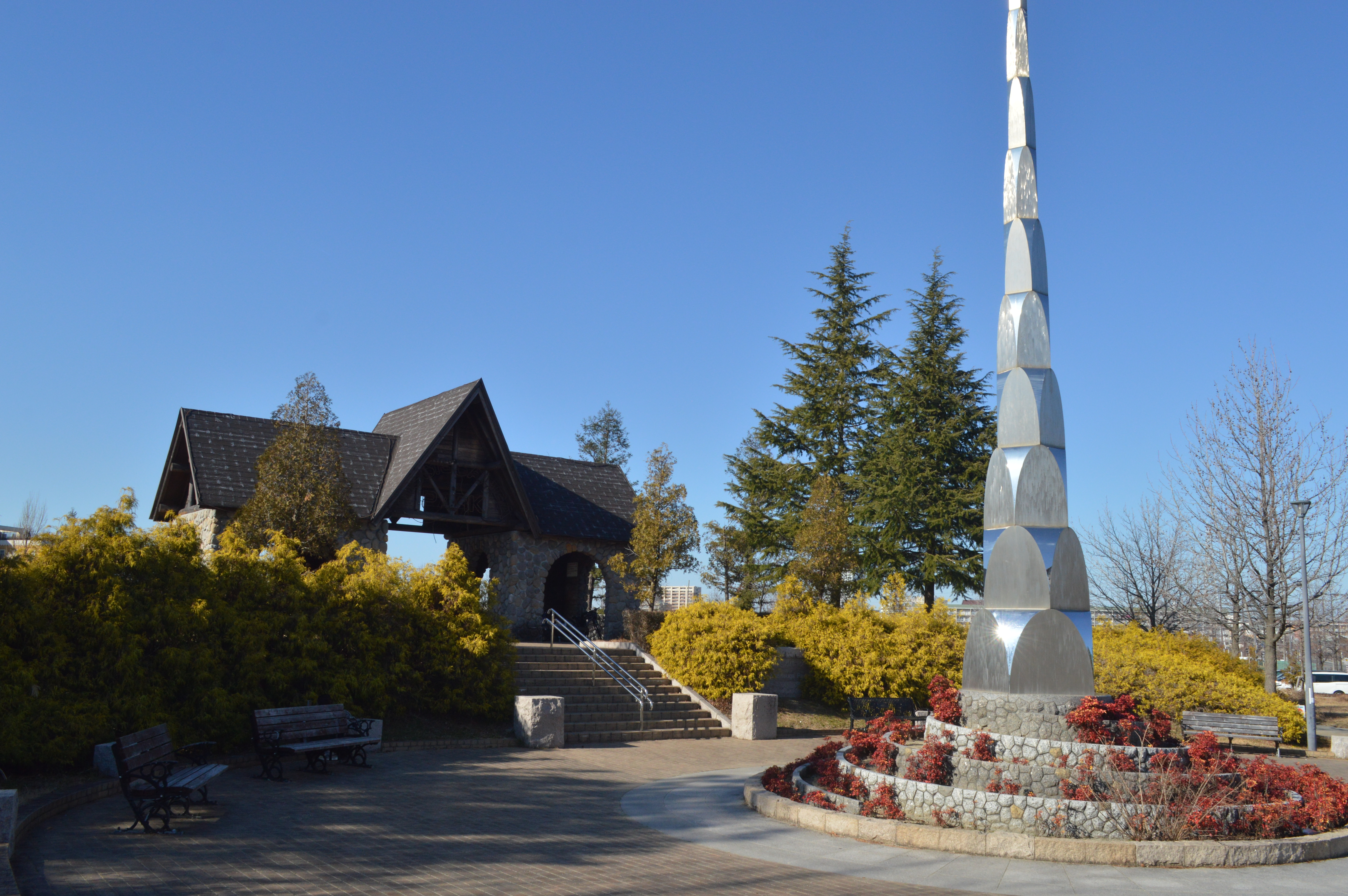
ミササガパーク
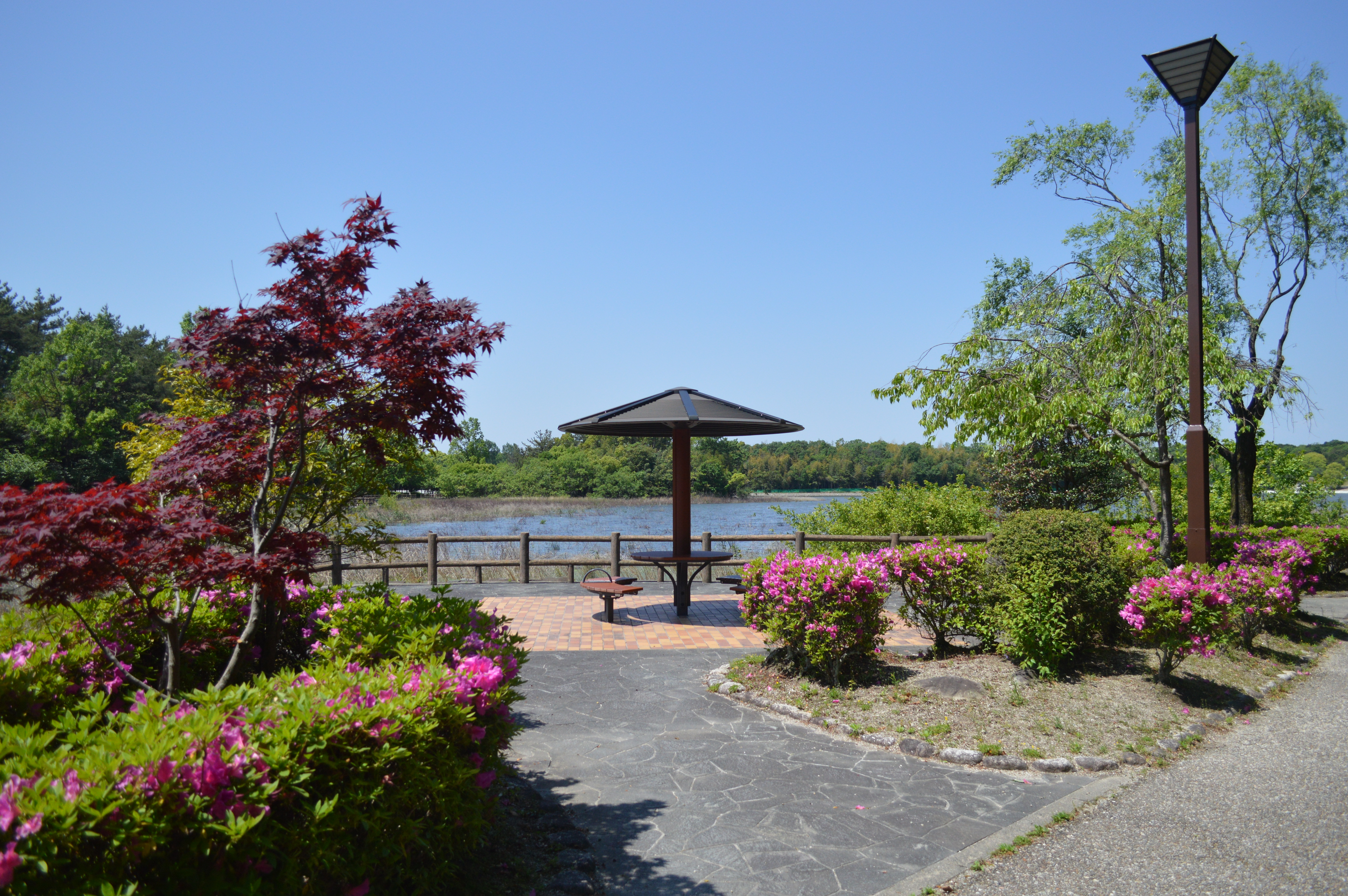
洲原公園
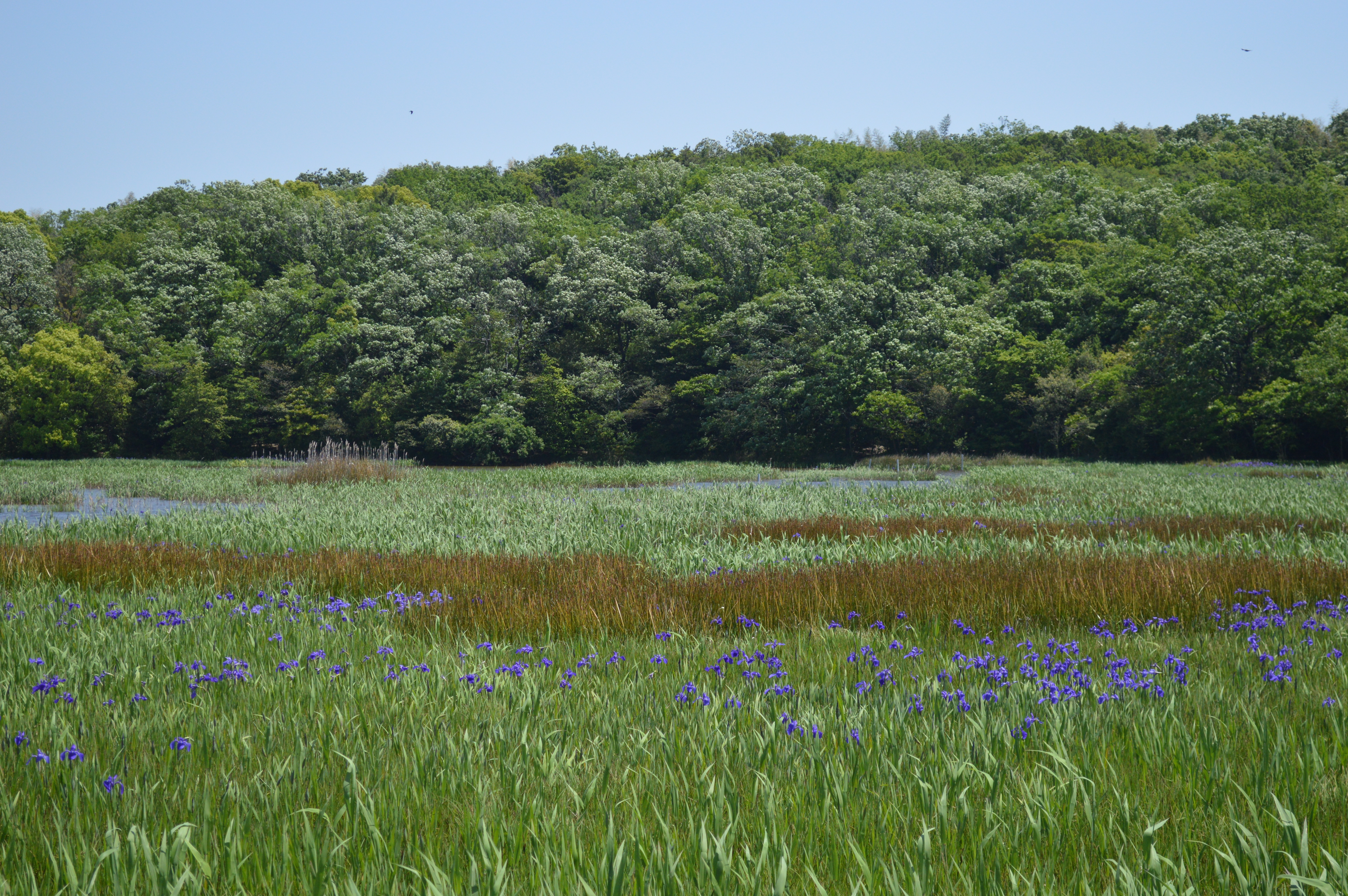
小堤西池

その他の施設
- ウォーターパレス - 温水プール。隣接するクリーンセンターの熱を利用している。
- 刈谷ハイウェイオアシス
- 刈谷日劇 - 映画館。
- 上天温泉 - 銭湯。
- 宮城道雄供養塔 - 作曲家の宮城道雄が死去した場所に建つ供養塔。

## 文化・名物

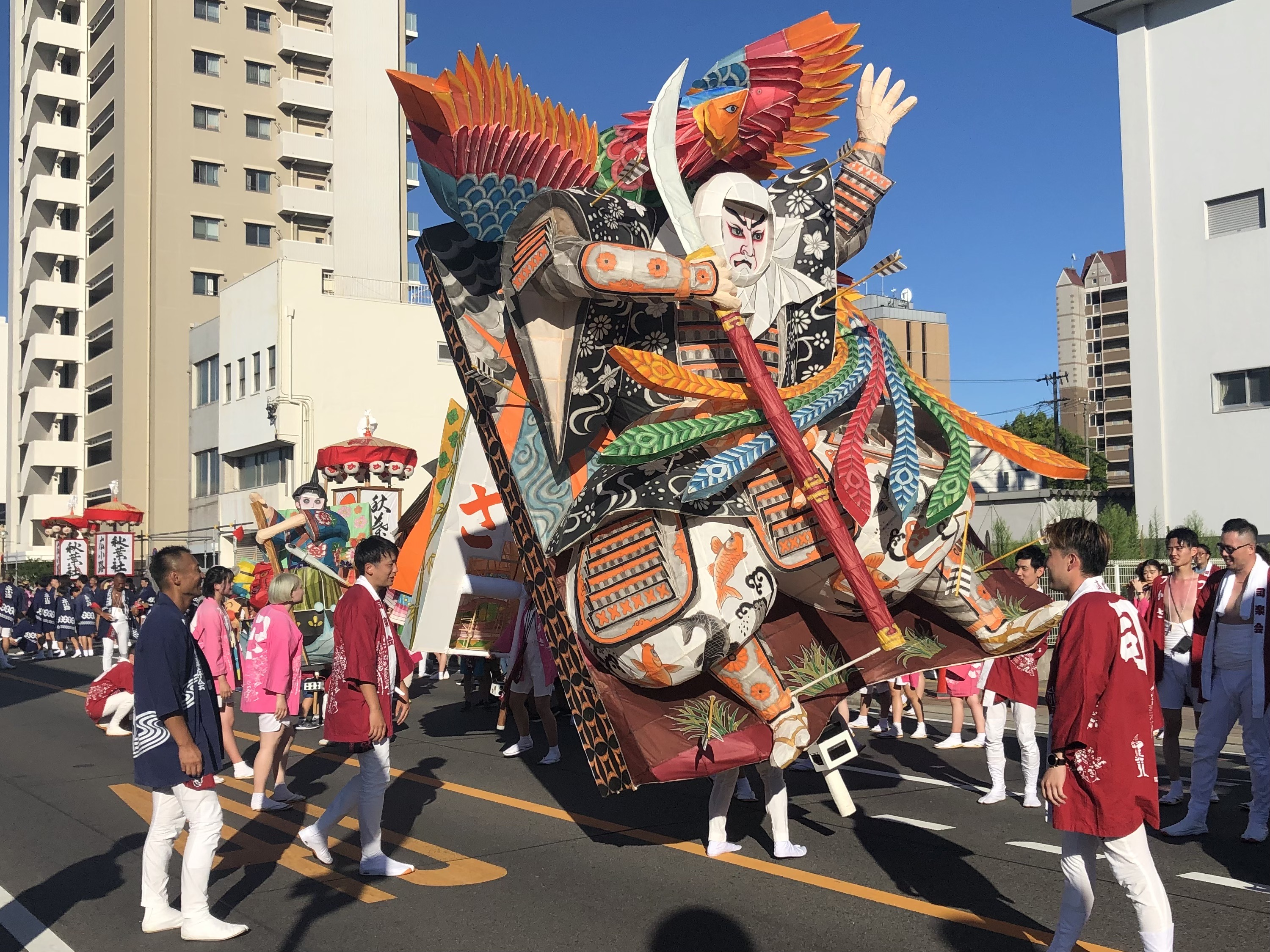
万燈祭

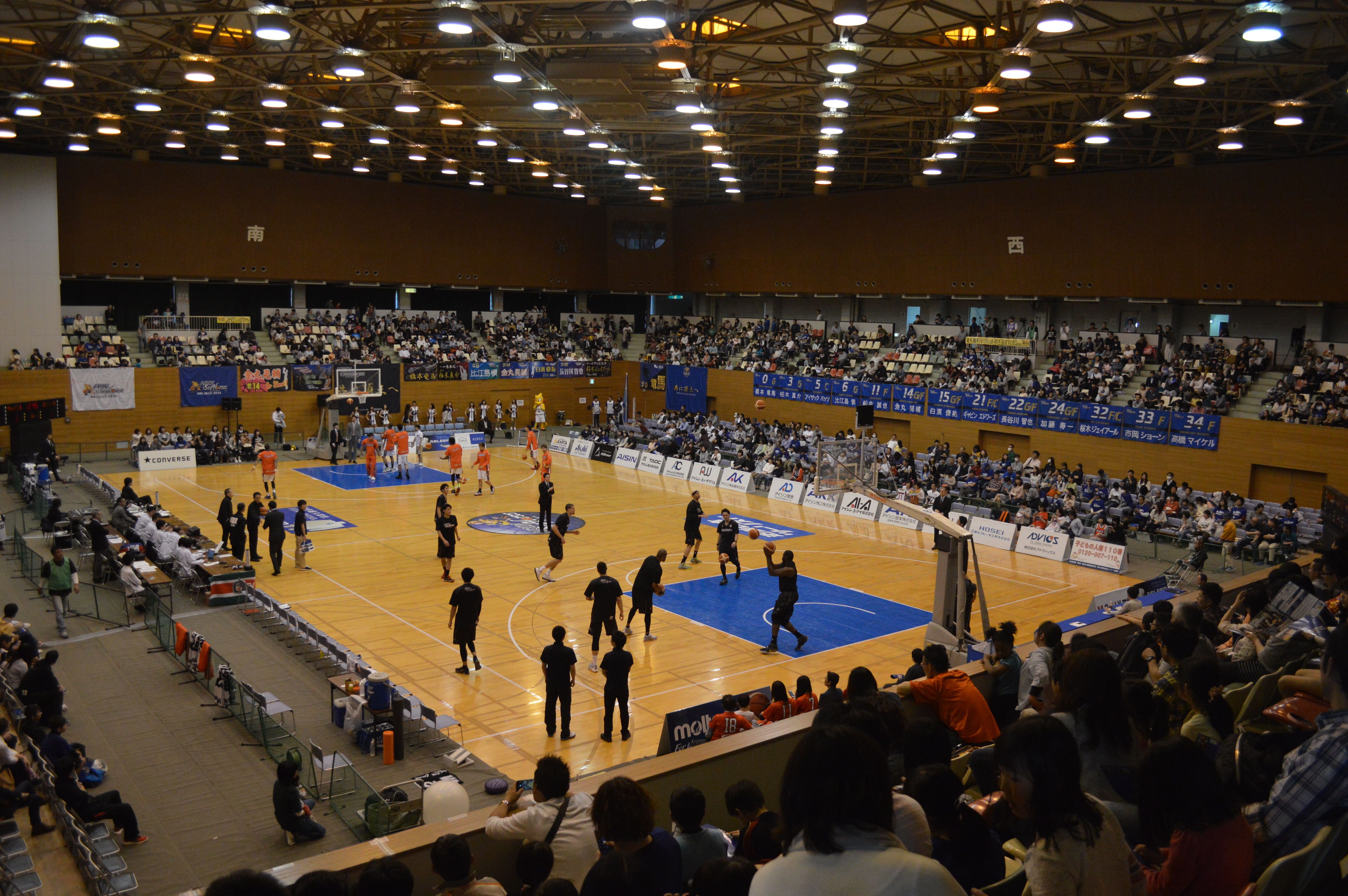
シーホース三河
刈谷市体育館

### 祭事・催事
- 万燈祭 - 毎年7月最終土日曜に市内銀座地区の秋葉神社にて行われる雨乞いの祭り。1778年（安永7年）から秋葉神社の祭礼に「万燈」が登場してからの歴史がある。愛知県指定無形民俗文化財。青森・五所川原の立ちねぶたに似た、優雅で勇壮な夏祭り。
- 大名行列・奴のねり - 市原稲荷神社の春の祭礼の中の行事として、毎年ゴールデンウイーク中に行われる。市の中心部を大名行列が練り歩く。
- 刈谷わんさか祭り - 刈谷市総合運動公園で行われる夏祭り。200店を超える露店と約7000発の花火が打ち上げられる。
- KARIYA洲原音楽祭
- 刈谷アニメcollection - 毎年秋に刈谷駅周辺で開催されるアニメコンベンション。2010年より行われていた「コスプレフェスタinKARIYA」を2013年にリニューアルしたもの。
- 刈谷国際音楽コンクール - 第1回は2014年に開催された。

### 名産・特産
- 切り干し大根
- 芋川うどん - きしめんの起源は刈谷市の芋川うどんにあるという説が有力である。

### 歌
- 刈谷音頭
- 刈谷よいとこ
- 刈谷小唄

### スポーツ
Bリーグのシーホース三河をはじめ、様々なスポーツチームが本拠地を刈谷市に置いている。
詳細は刈谷市のスポーツを参照。

## 出身関連著名人

### 著名な出身者
- 於大の方 - 徳川家康の母。
- 水野忠政 - 戦国時代の大名。徳川家康の母方祖父。
- 水野信元 - 戦国時代の大名。於大の異母兄・徳川家康の伯父。
- 水野勝成 - 江戸時代初期の大名。徳川家康の従兄弟。
- 土井利位 - 江戸時代後期の大名・老中・学者。
- 土井利善 - 幕末の刈谷藩主・大名・幕府陸軍奉行。
- 松本奎堂 - 刈谷藩脱藩の志士。天誅組総裁。
- 宍戸弥四郎 - 刈谷藩脱藩の志士。天誅組幹部。
- 河目悌二 - 挿絵画家。
- 田中実 - 浦和画家。
- 加藤与五郎 - 工学者。フェライト磁石の開発者。
- 森銑三 - 書誌学者。
- 大野耐一 - トヨタ自動車工業副社長。豊田合成会長。豊田紡織会長。トヨタ生産方式を体系化した人物。
- 左右田稔 - 東建コーポレーション創業者兼社長兼会長。
- 高野鎮雄 - 日本ビクター副社長。VHS方式ビデオ開発者。
- 竹中登一 - アステラス製薬社長。日本製薬団体連合会会長。塩酸タムスロシンを発明した人物。
- 田中義克 - トヨタ自動車北海道社長。北海道立総合研究機構理事長。北海道経済連合会副会長。
- 原田武彦 - 中央発條社長。國瑞汽車総経理。
- 渡辺武三 - 衆議院議員。
- 大塚錥子 - 弁護士。
- 河原温 - 現代美術家。
- 河原月夫 - 柔道家。
- 佐藤信之 - 陸上競技選手。シドニーオリンピック男子マラソン日本代表。
- 今藤幸治 - サッカー選手。
- 吉田光範 - サッカー選手。
- 近藤房之助 - ミュージシャン。
- 酒井雄二 - ミュージシャン。ゴスペラーズ。
- 近藤晃央 - シンガーソングライター。
- 赤星憲広 - プロ野球選手。
- モイセエフ・ニキータ - プロ野球選手。
- 鮎川義文 - プロ野球選手。
- 原田政彦 - プロ野球選手。
- MICRO - ミュージシャン。HOME MADE 家族。
- 清水由紀 - アイドル。
- 河合勇人 - 映画監督・テレビドラマ演出家。
- 成瀬活雄 - 映画監督・脚本家。
- 山戸結希 - 映画監督。
- 増原光幸 - アニメーション演出・監督。
- 早川和余 - ラジオDJ・パーソナリティ・司会者。
- 石川由香里 - アナウンサー。
- 柏田ユウリ - ナレーター。
- 大須賀健剛 - お笑い芸人、セルライトスパ。
- おおのまりあ - お笑いタレント、HENHEN事変。
- 南井克巳 - 競馬調教師。
- 岡部誠 - 競馬騎手。
- 熊沢重文 - 競馬騎手。
- 杉浦勘介 - プロ雀士。
- 鈴木勝美 - 声優。
- 西脇辰弥  - 作曲家・編曲家。
- 平井瑞希  - 競泳選手、パリオリンピック日本代表。

### 刈谷市に住んだことがある人物
- 堀尾正明 - フリーアナウンサー、元NHKアナウンサー

### マスコット･キャラクター
- かつなりくん - 刈谷市公式マスコットキャラクター。刈谷城築城480年記念マスコットキャラクターとして誕生。
- カリピー - ウイングアリーナ刈谷のマスコット。
- キー坊と仲間たち - 刈谷市役所環境推進課所属。